# 加髢
加髢（かてい、カチェ、가체）は、近代以前に朝鮮の女性が使用したかつらの一種。タリ（다리）ともいう。社会的に地位が高い女性と妓生は大きい加髢を使用したが、庶民は短い加髢を結んで使った。西洋の女性と同じく、当時の朝鮮の女性も、かつらが大きくて重いほど美しいとされた。このような状況がひどくなると、1756年には英祖が、1788年には正祖が勅令で加髢の使用を禁止した。
19世紀に入って両班階級の女性は加髢の代わりにチョンモリ（後頭部襟足に髪をまとめる既婚女性の髪型）等の髪にチョクトゥリと呼ばれる小型の帽子型冠を使い始めた。しかし王后を始めとする宮中の女性と妓生は特に礼装などの際には継続して加髢を使った。さまざまな装飾を含めて加髢の重さは、普通3～4kg程度だった。加髢の重さで頸骨が折れて着用者が死ぬ事故が発生することもあった。

## 髪型の種類

### チョンモリ
チョンモリ（쪽머리）は加髢を使わずに髪の毛を編んで重ねた後、かんざしを挿した基本的な髪型。チョクトゥリ（족두리）という冠を被ったりする。

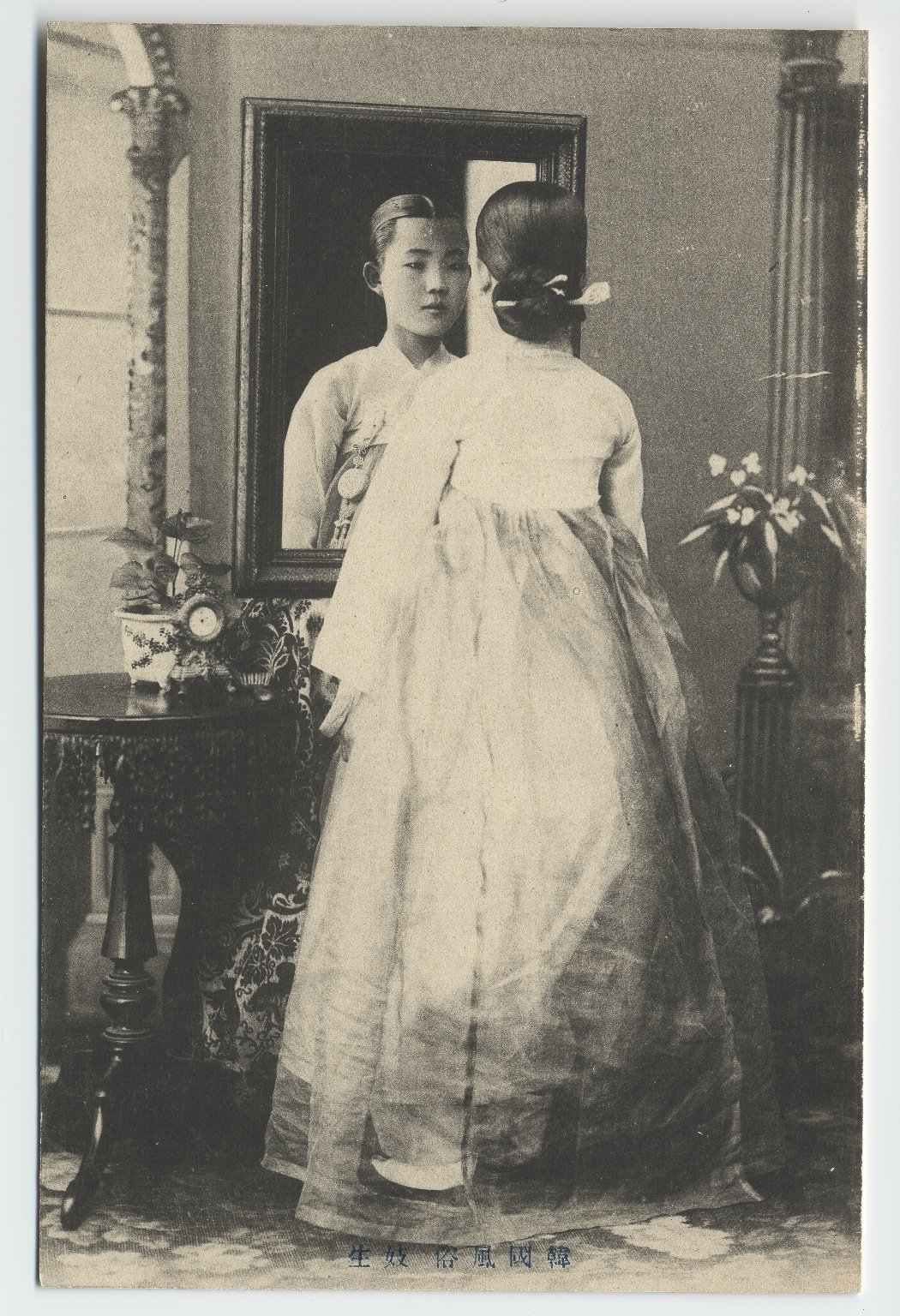
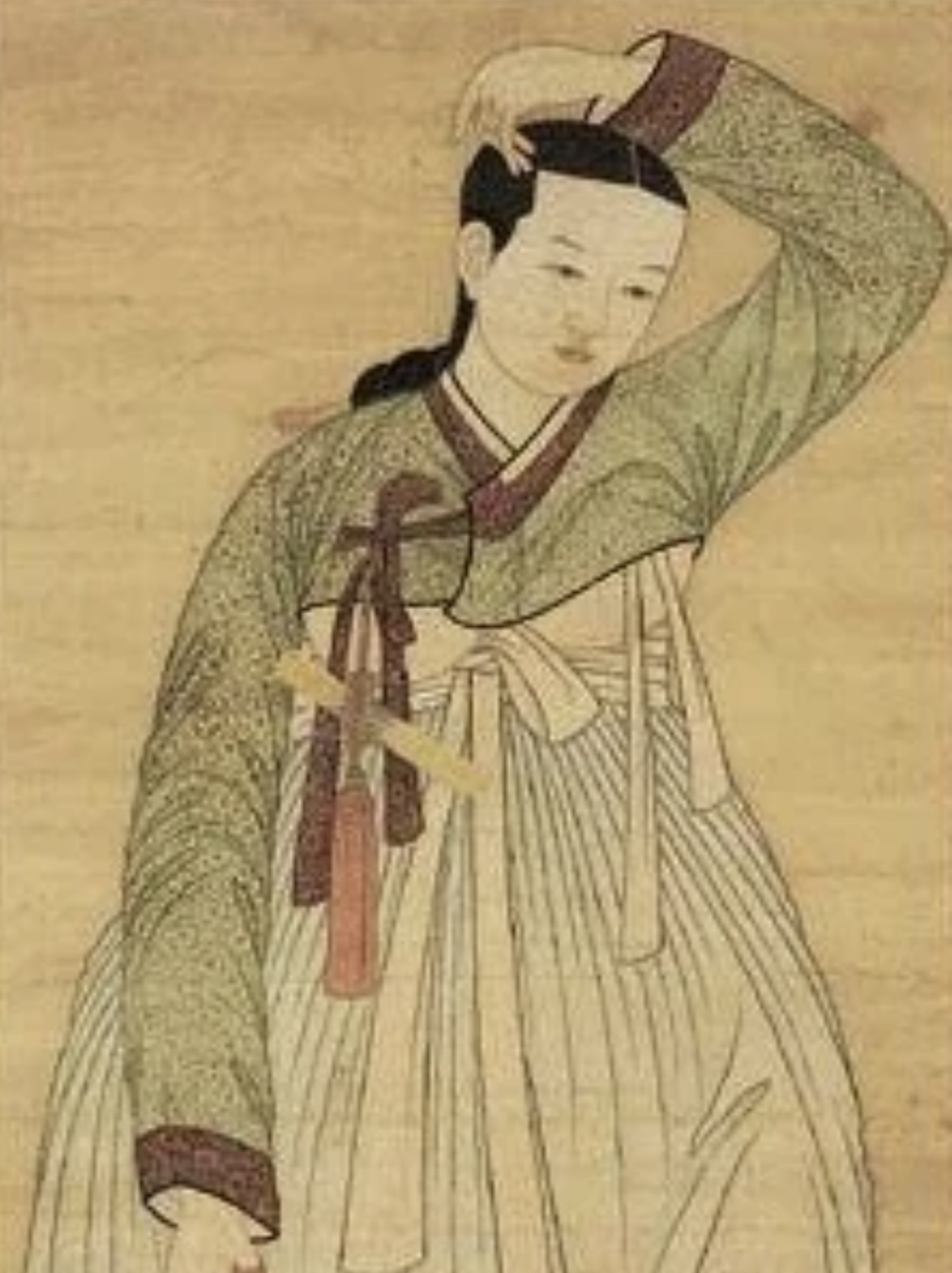
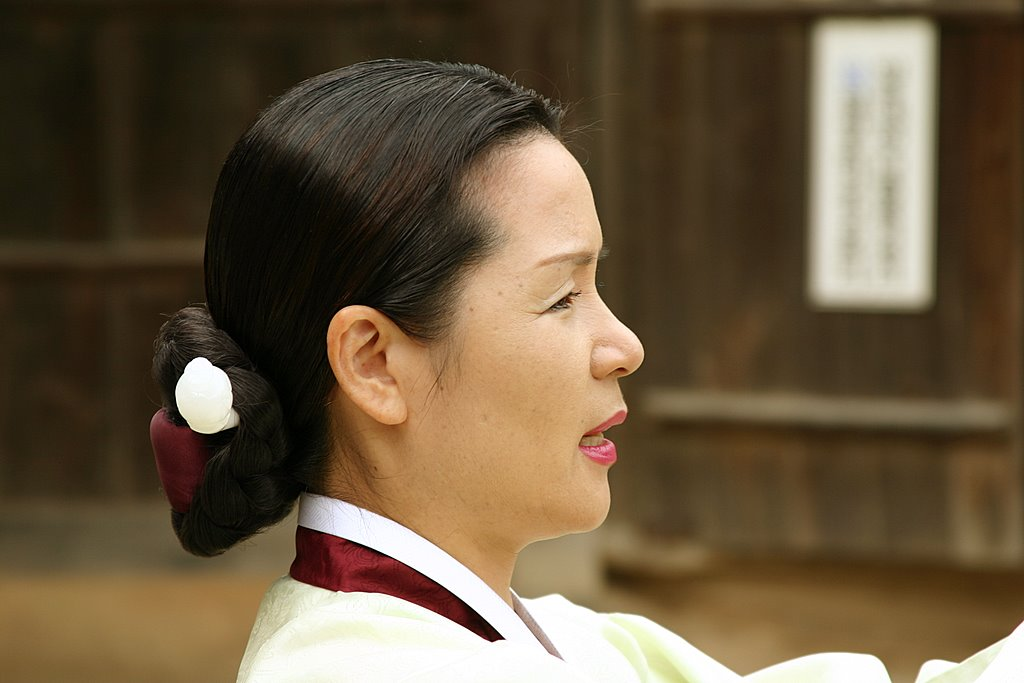
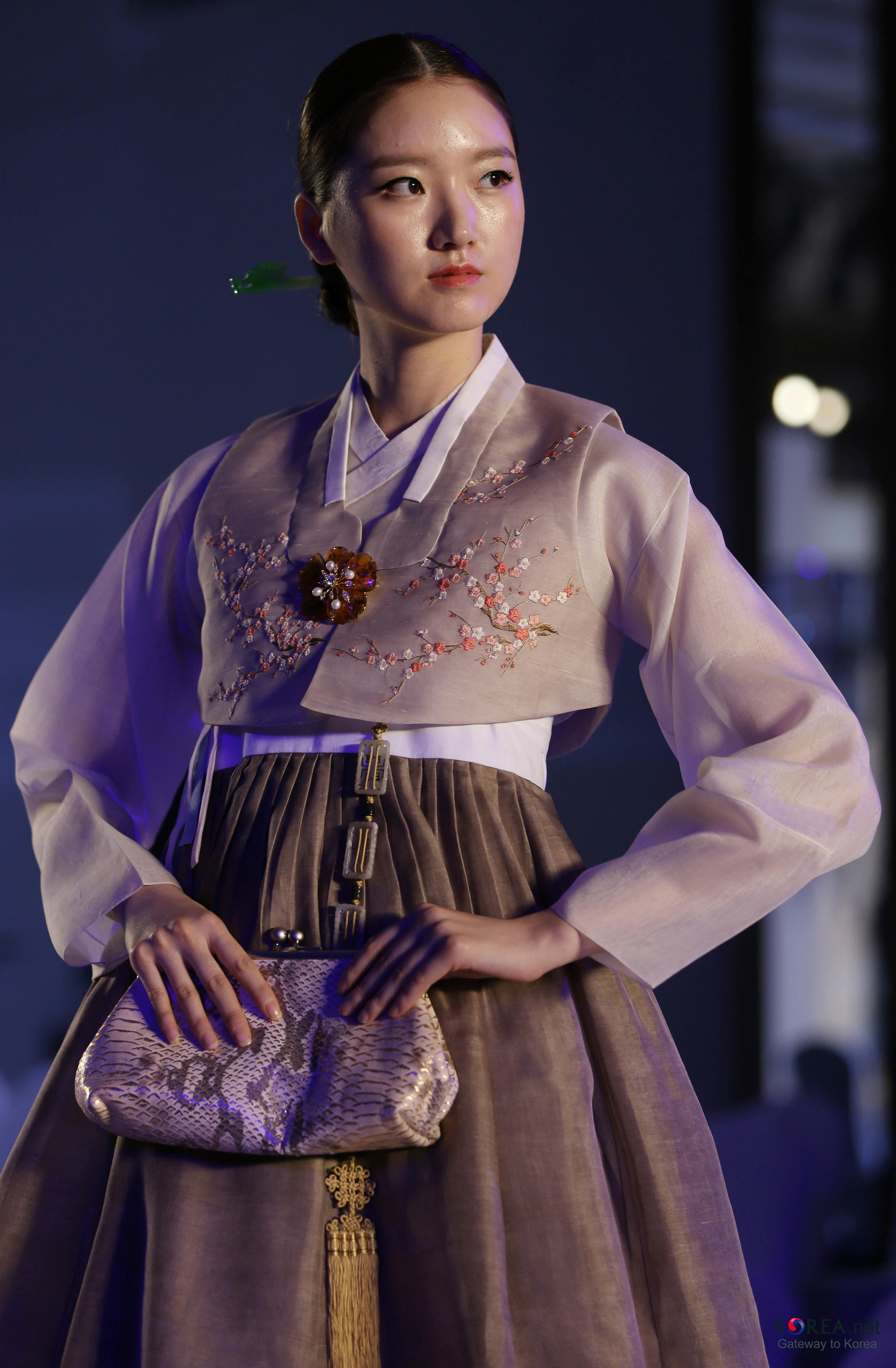
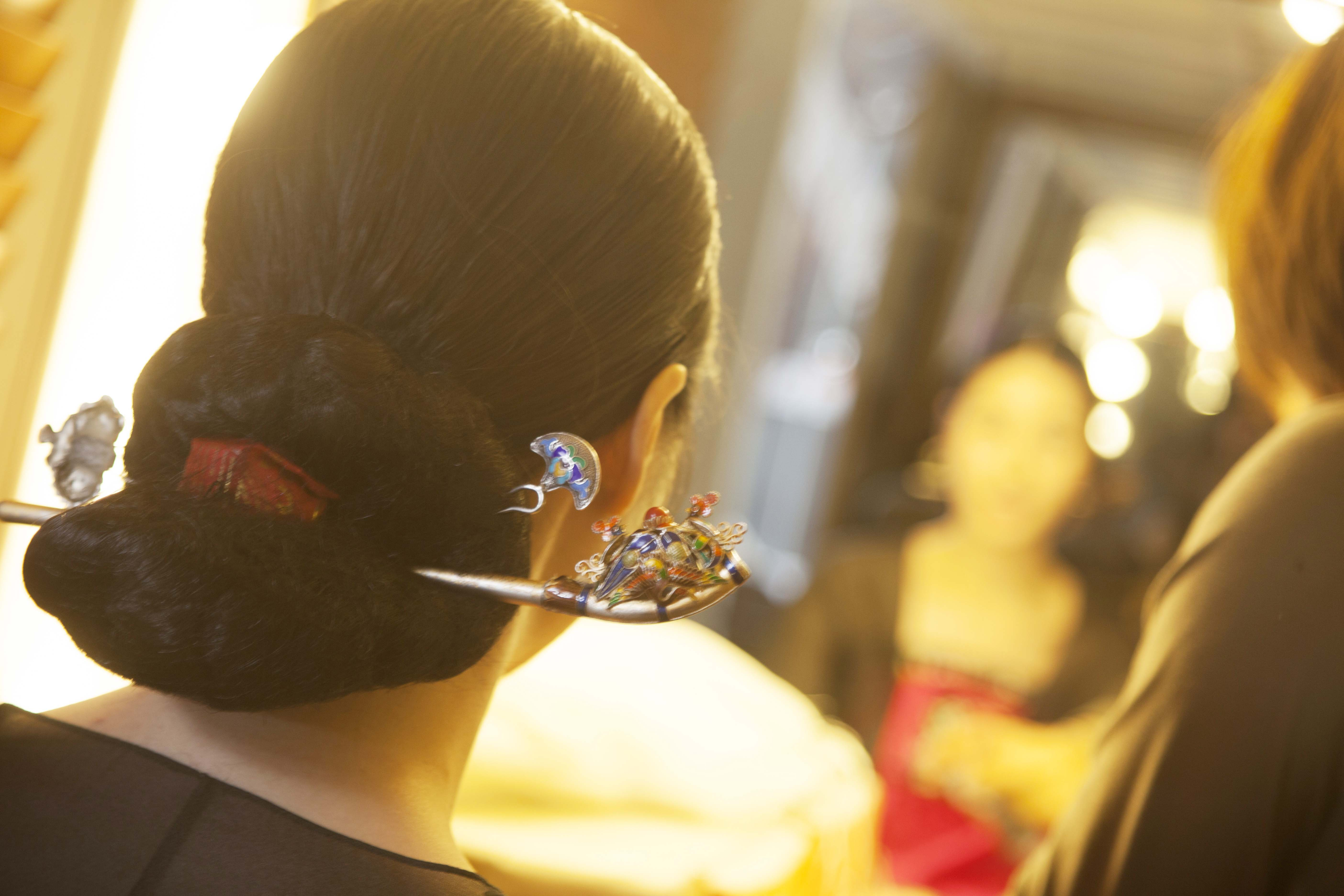
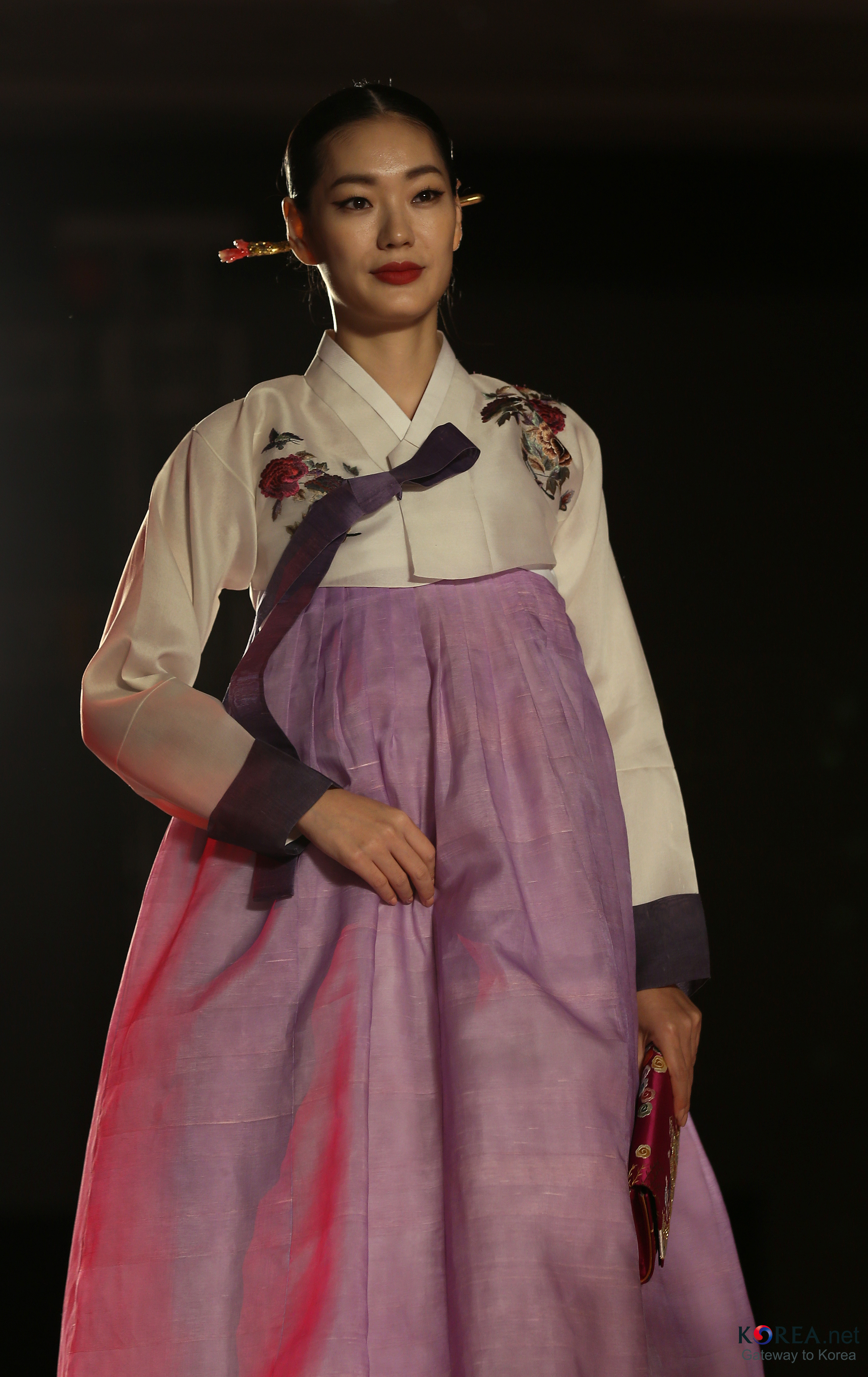
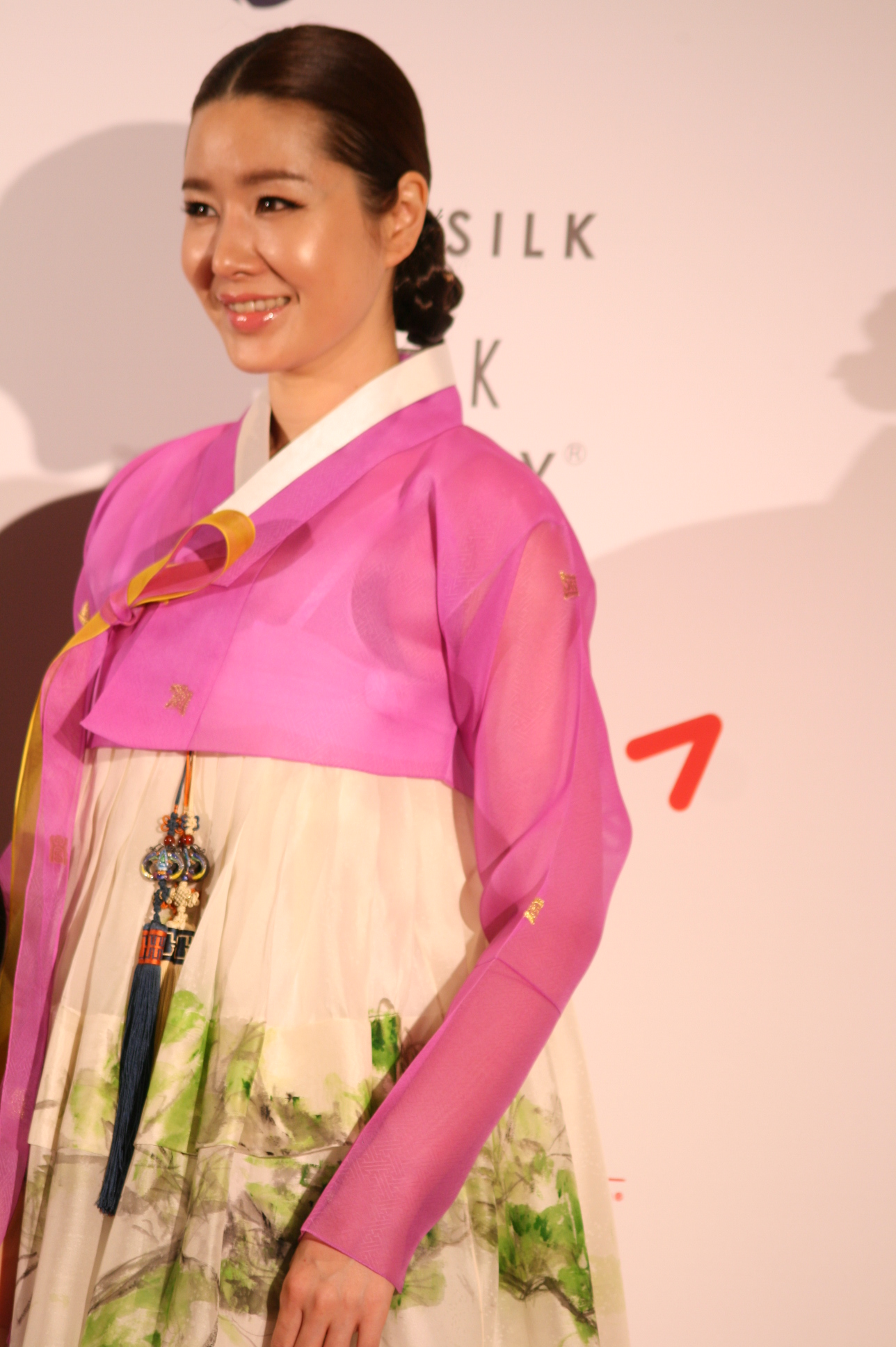
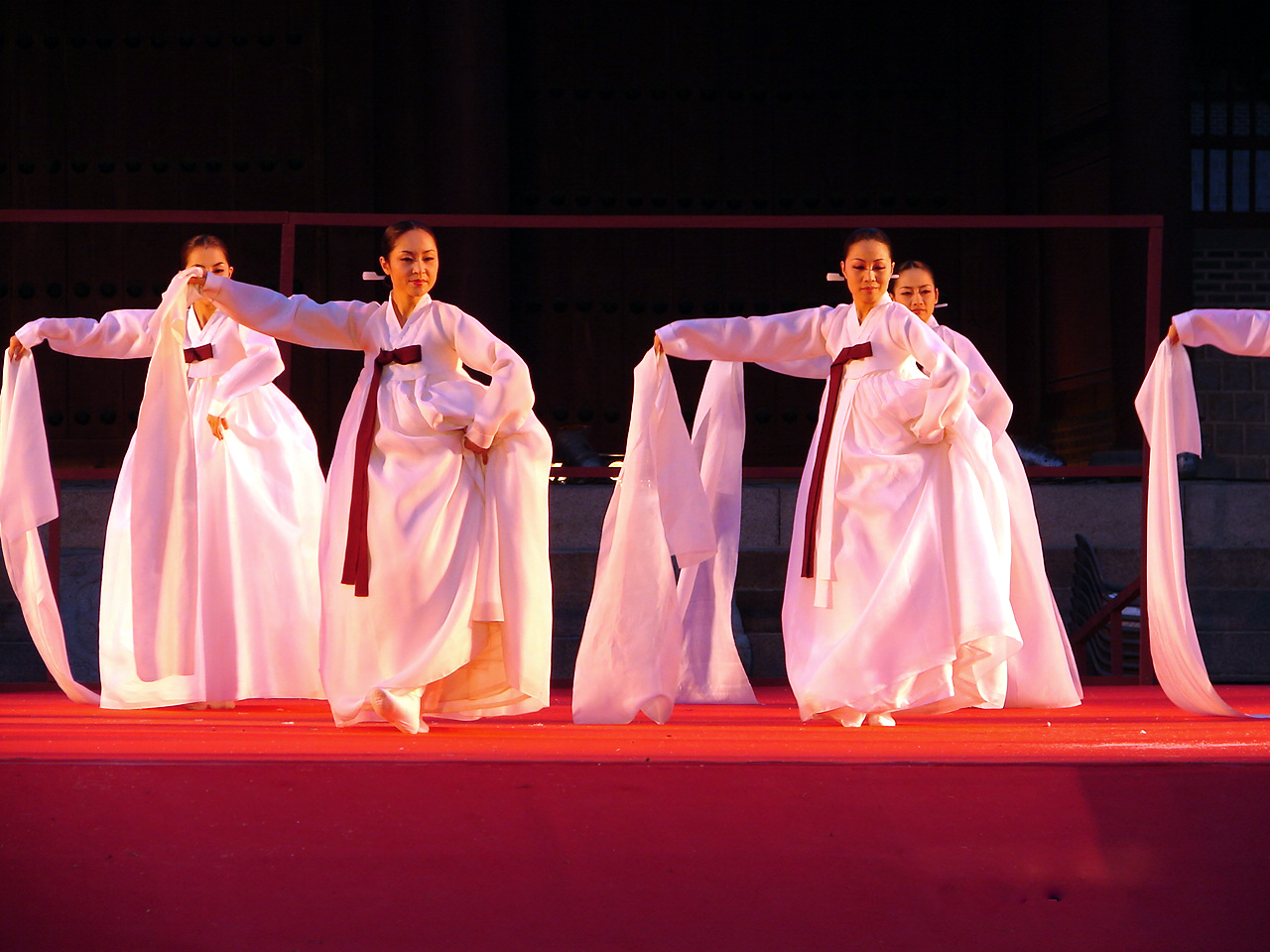
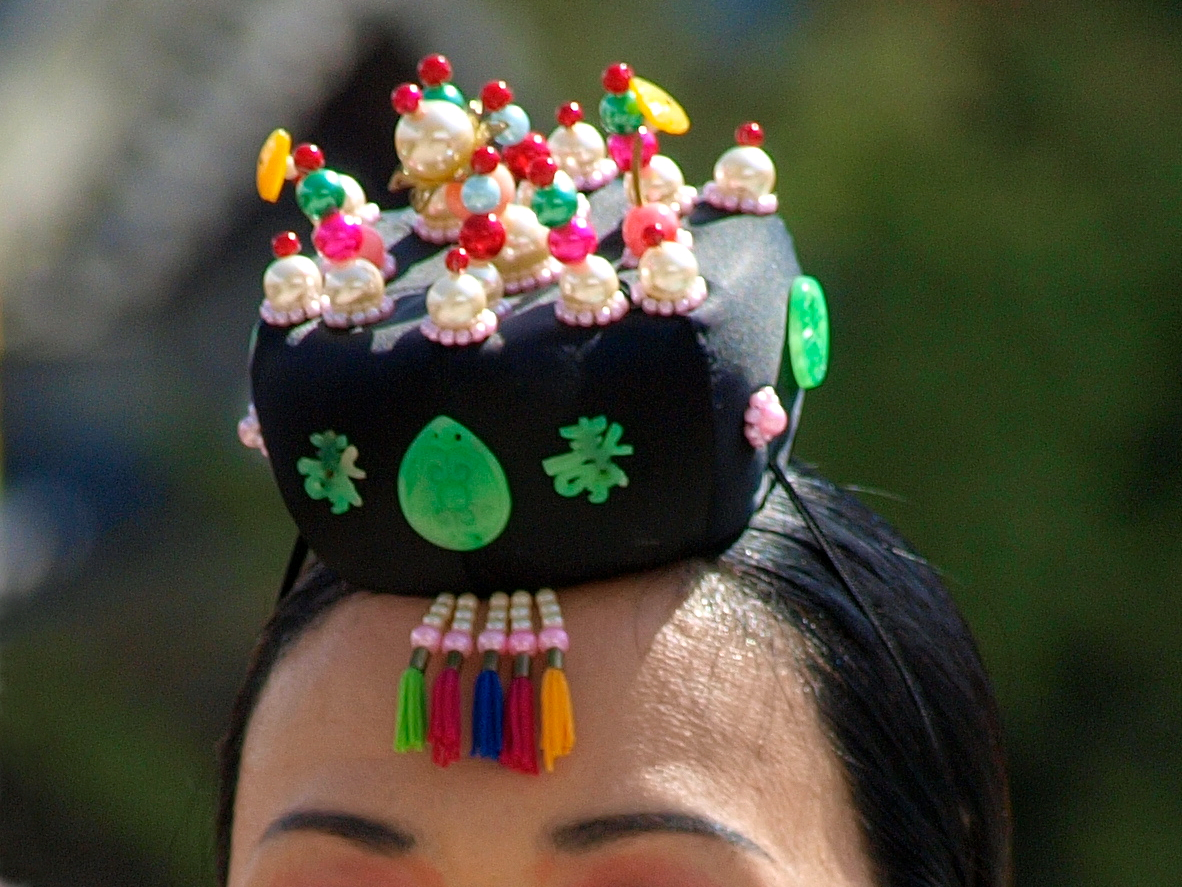
チョクトゥリ
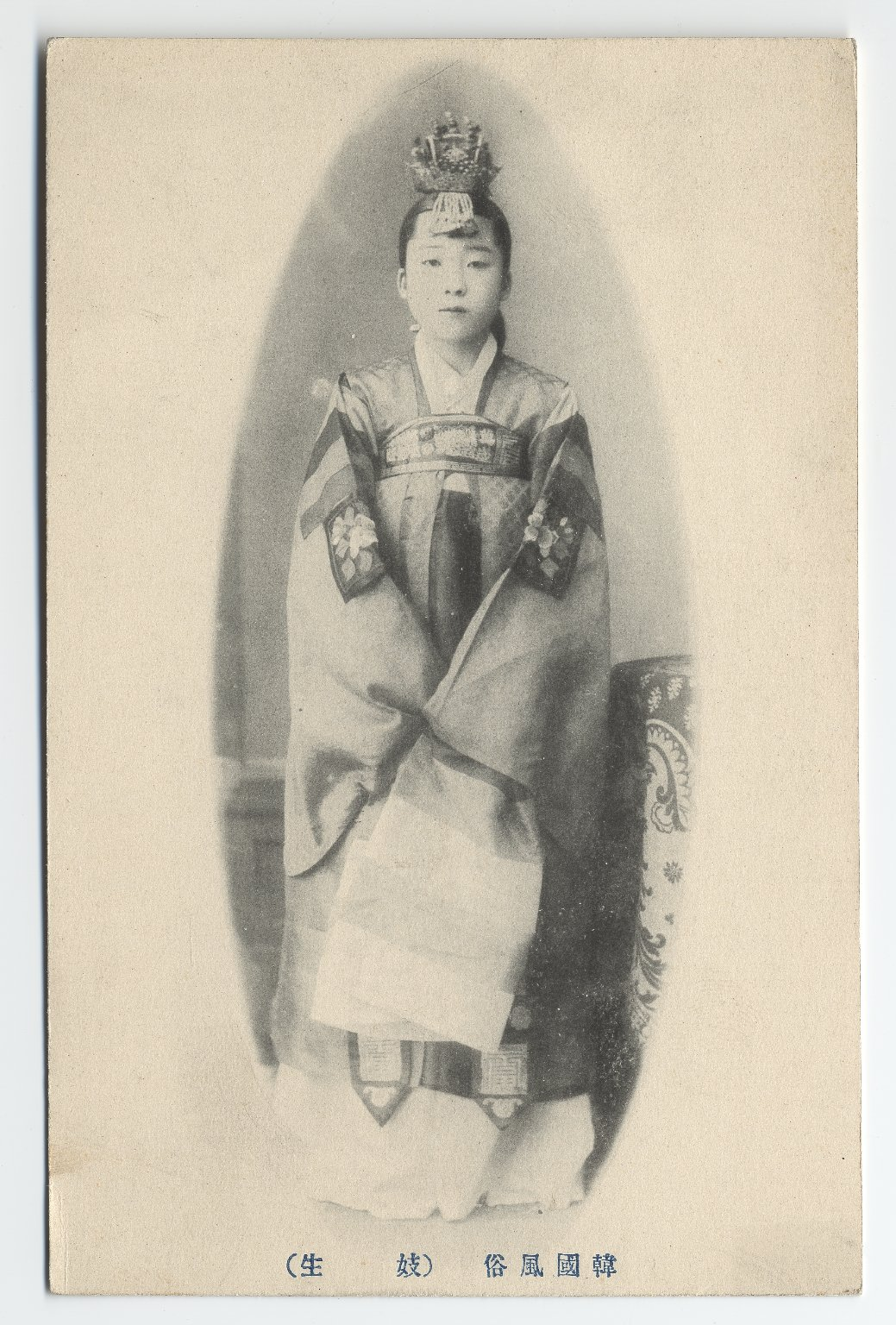
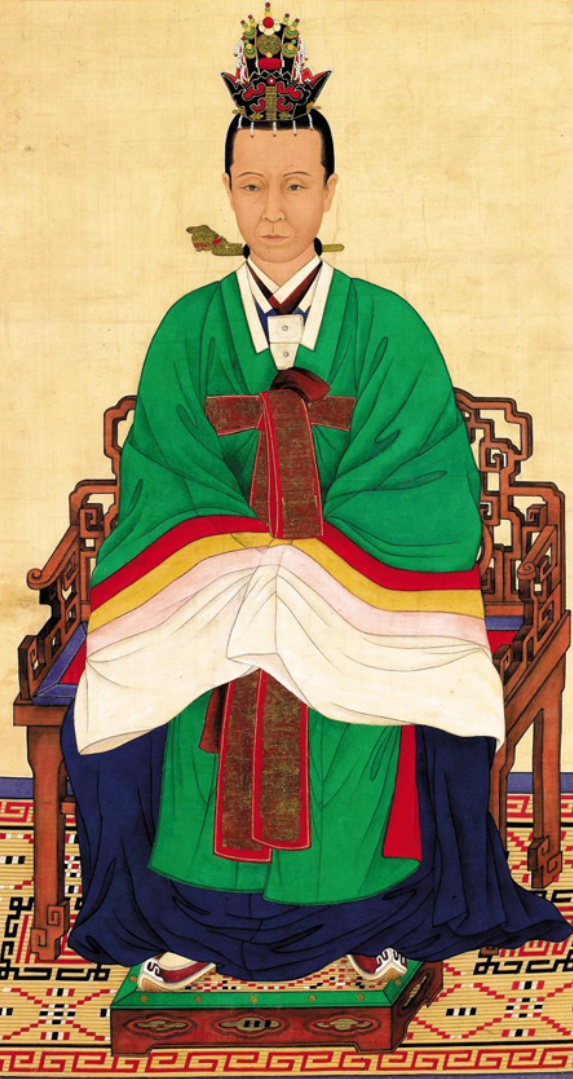
神貞王后
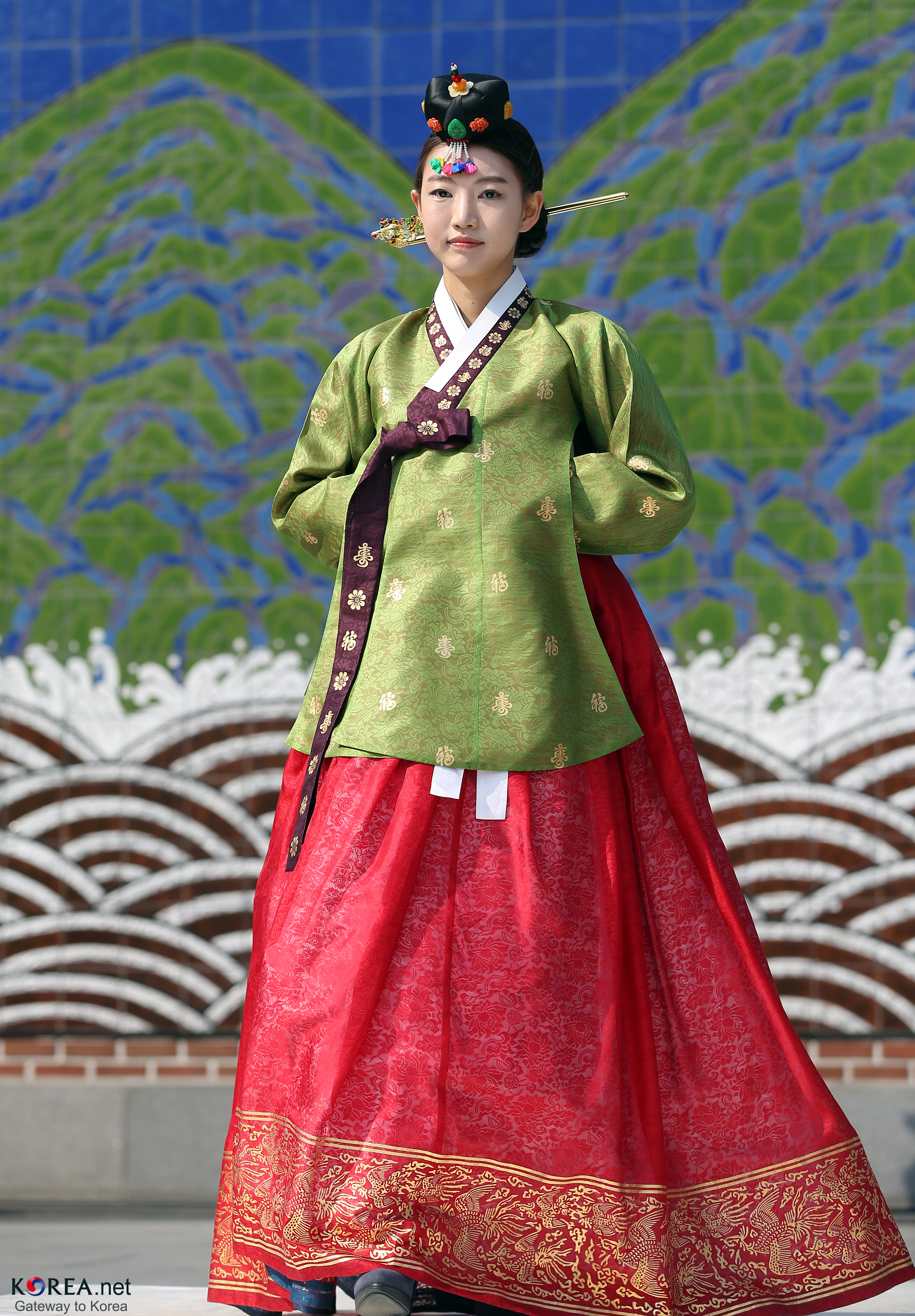
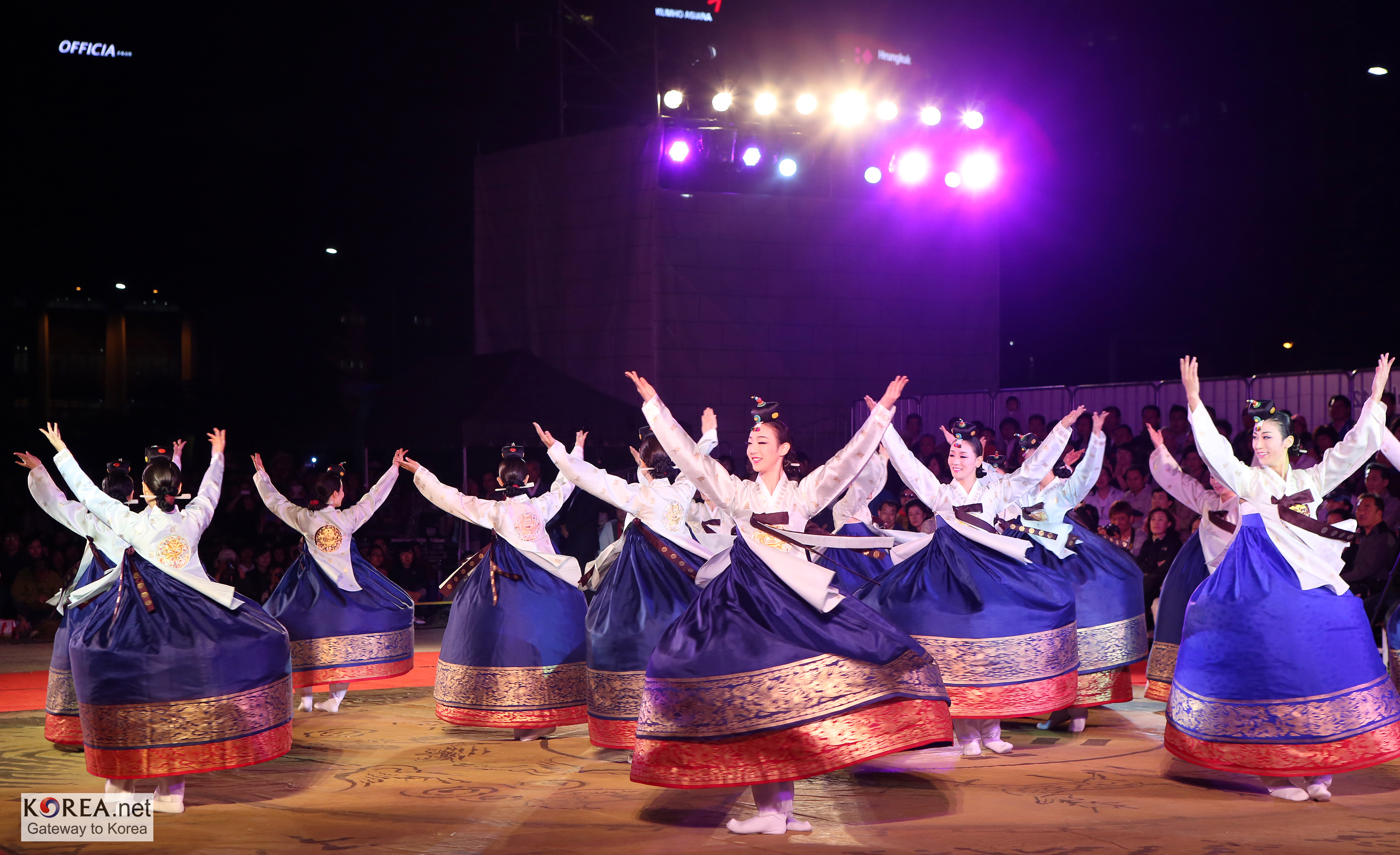

### トゥレモリ
トゥレモリ（트레머리）は妓生の間で流行した髪型。髪を加髢と一緒に編んだ後に重ねてのせたり、チョンモリの上に加髢を重ねてのせる。

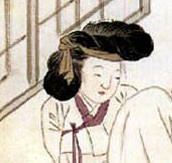
申潤福の作品
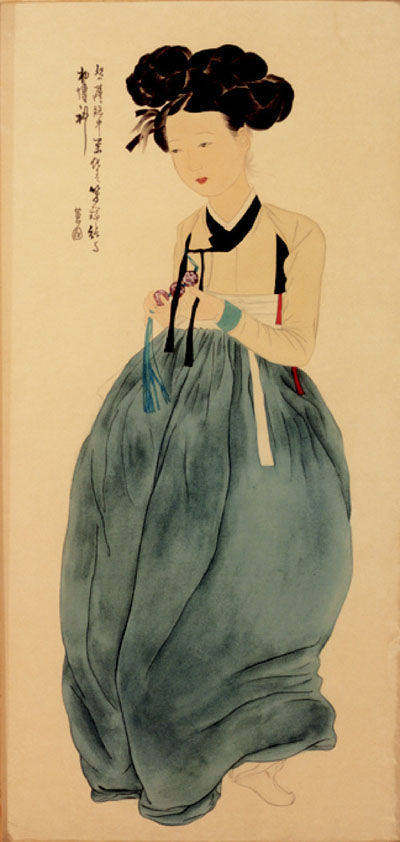
申潤福の《美人図》
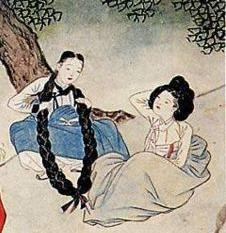
申潤福の《端午風情》
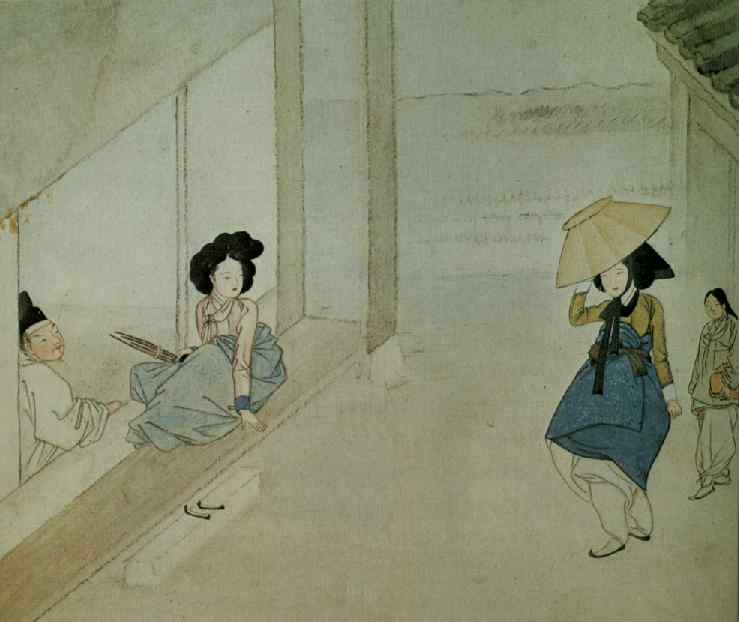
申潤福の《青楼消日》
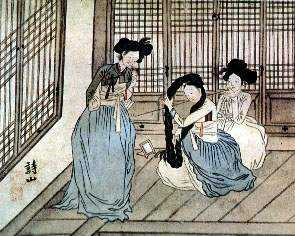
劉運弘の《妓女図》
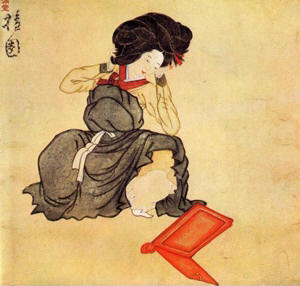
金弘道の作品
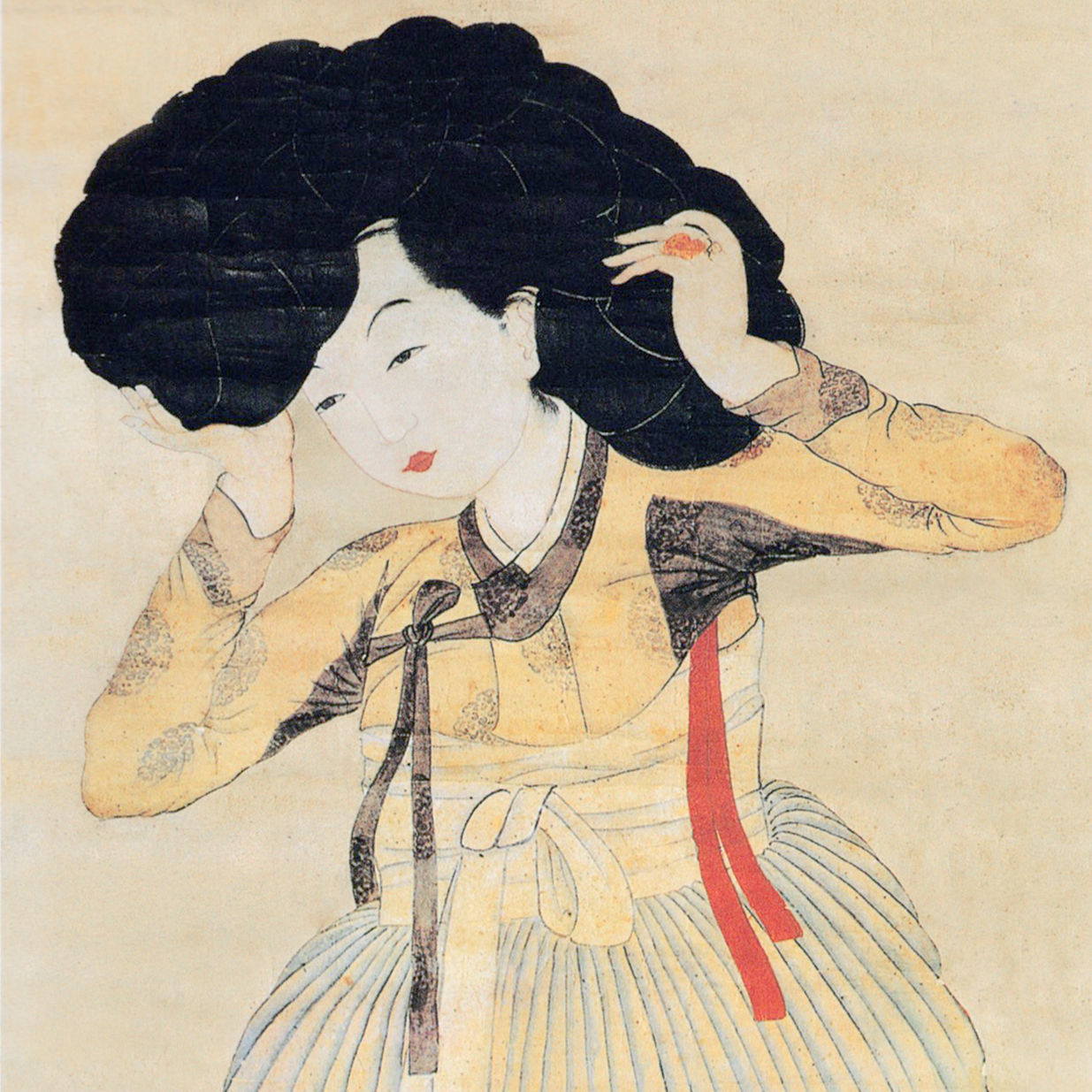
海南尹氏の《美人図》
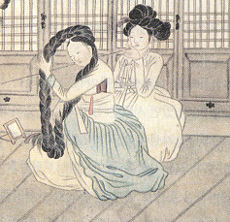
劉運弘の《妓女》
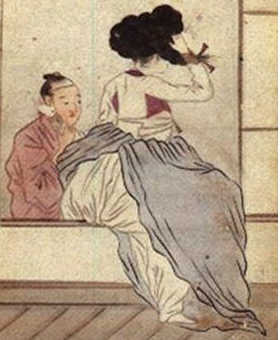
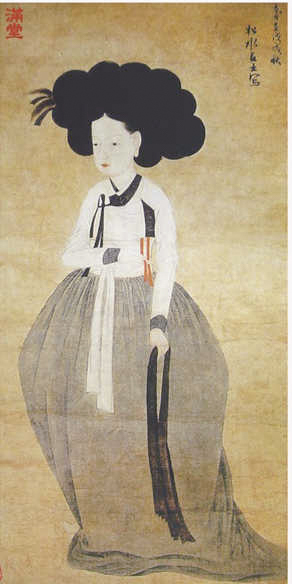
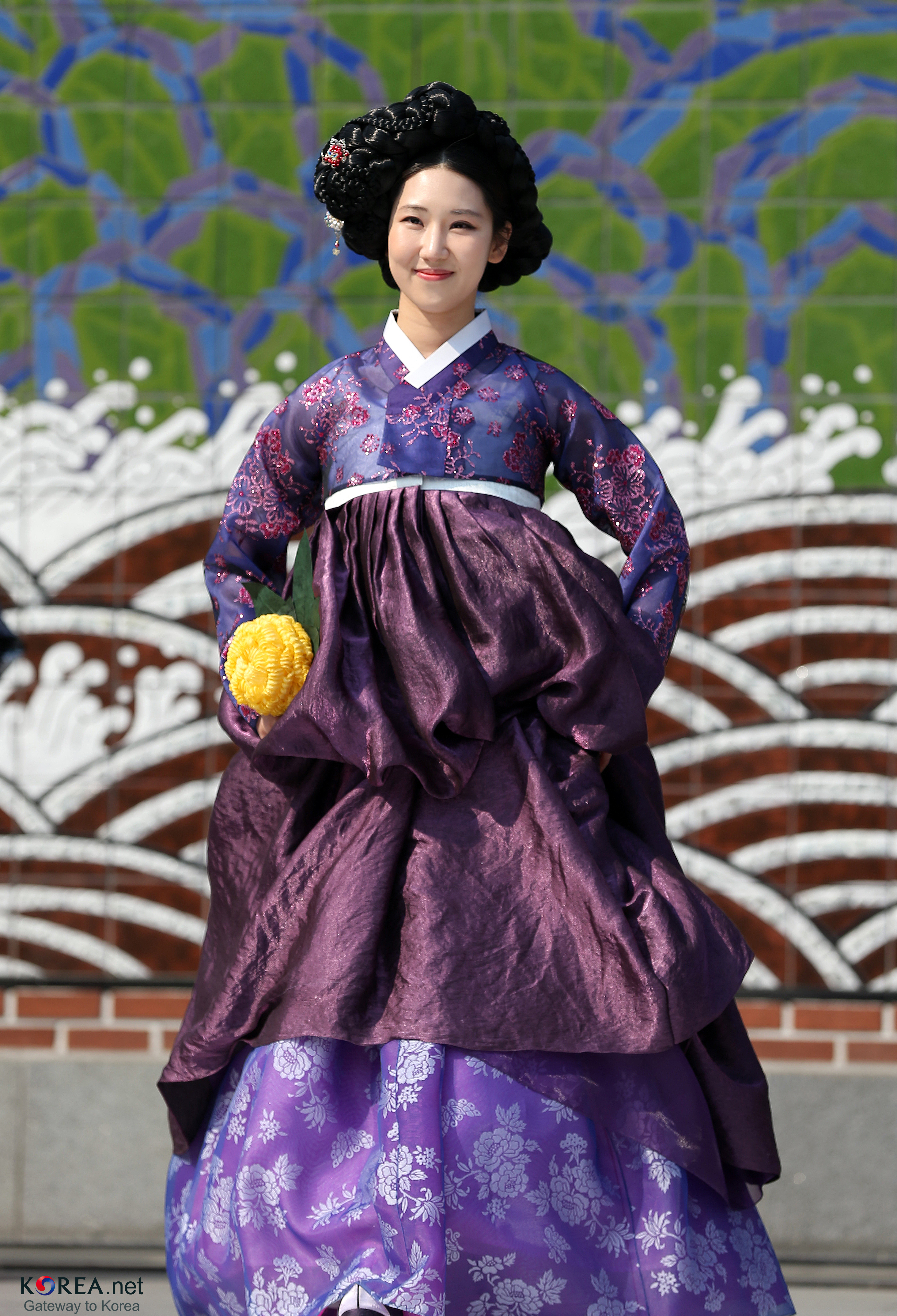
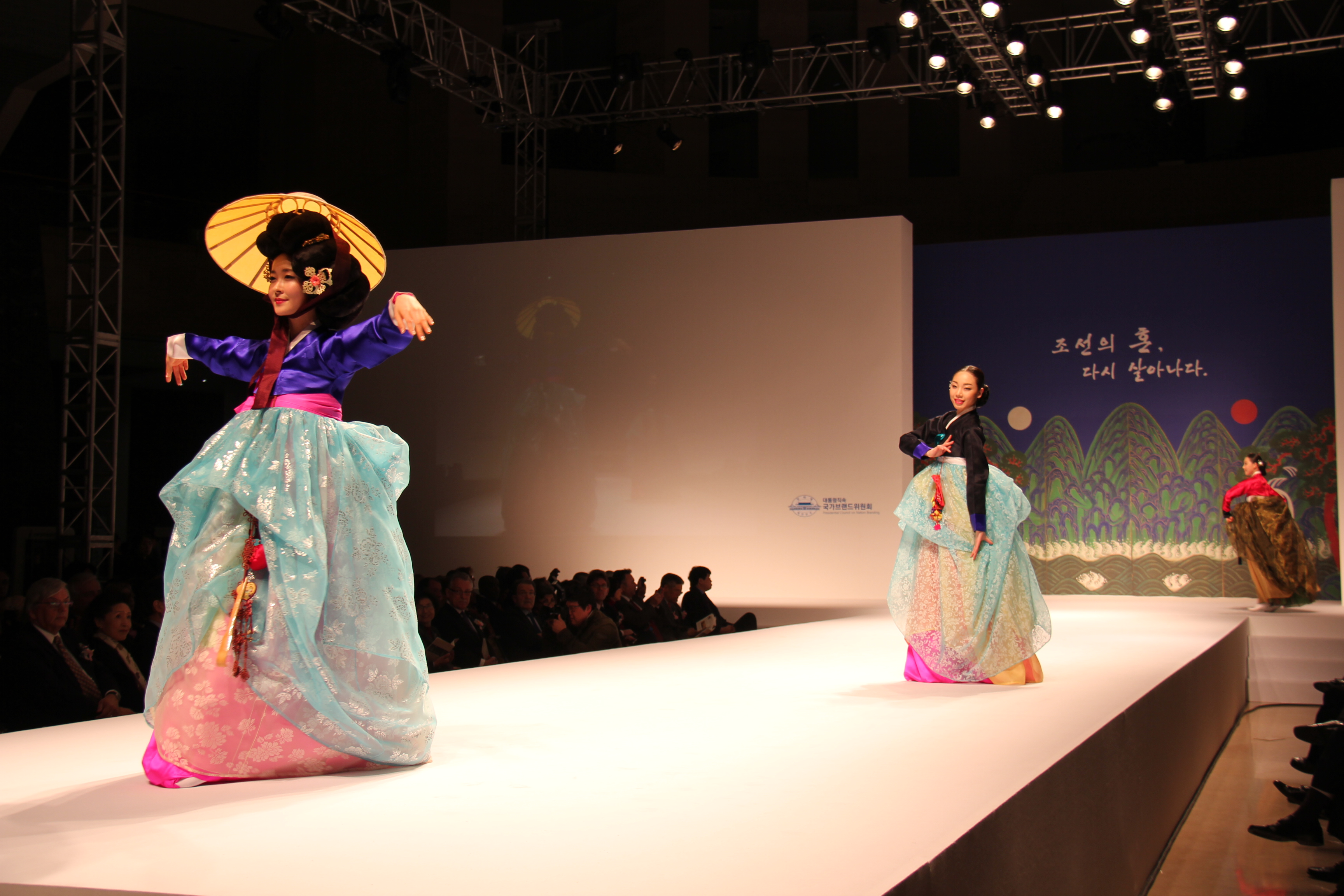

### オンズンモリ
オンズンモリ（얹은머리）はチョンモリに編んだ加髢を巻いた髪型。

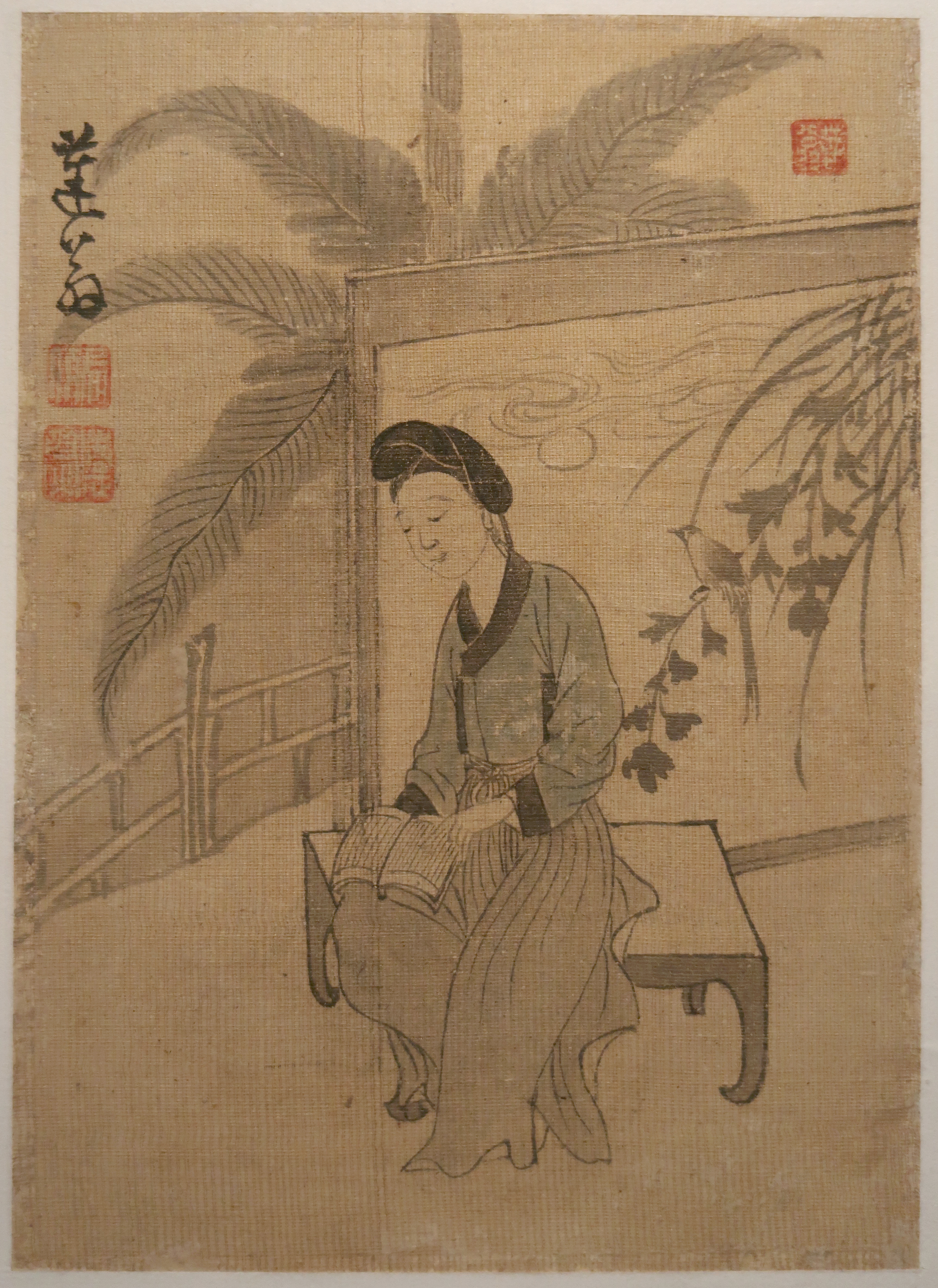
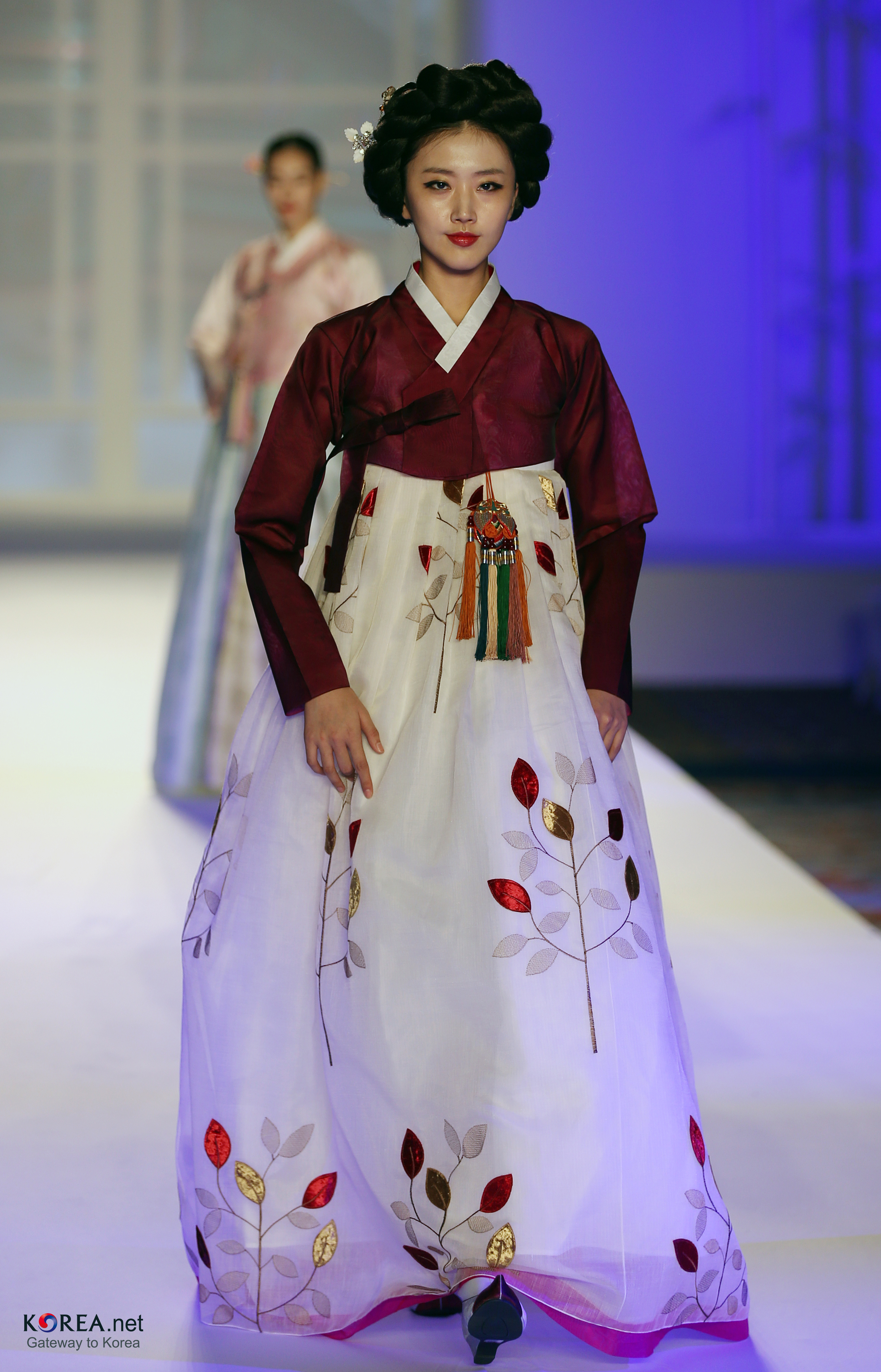
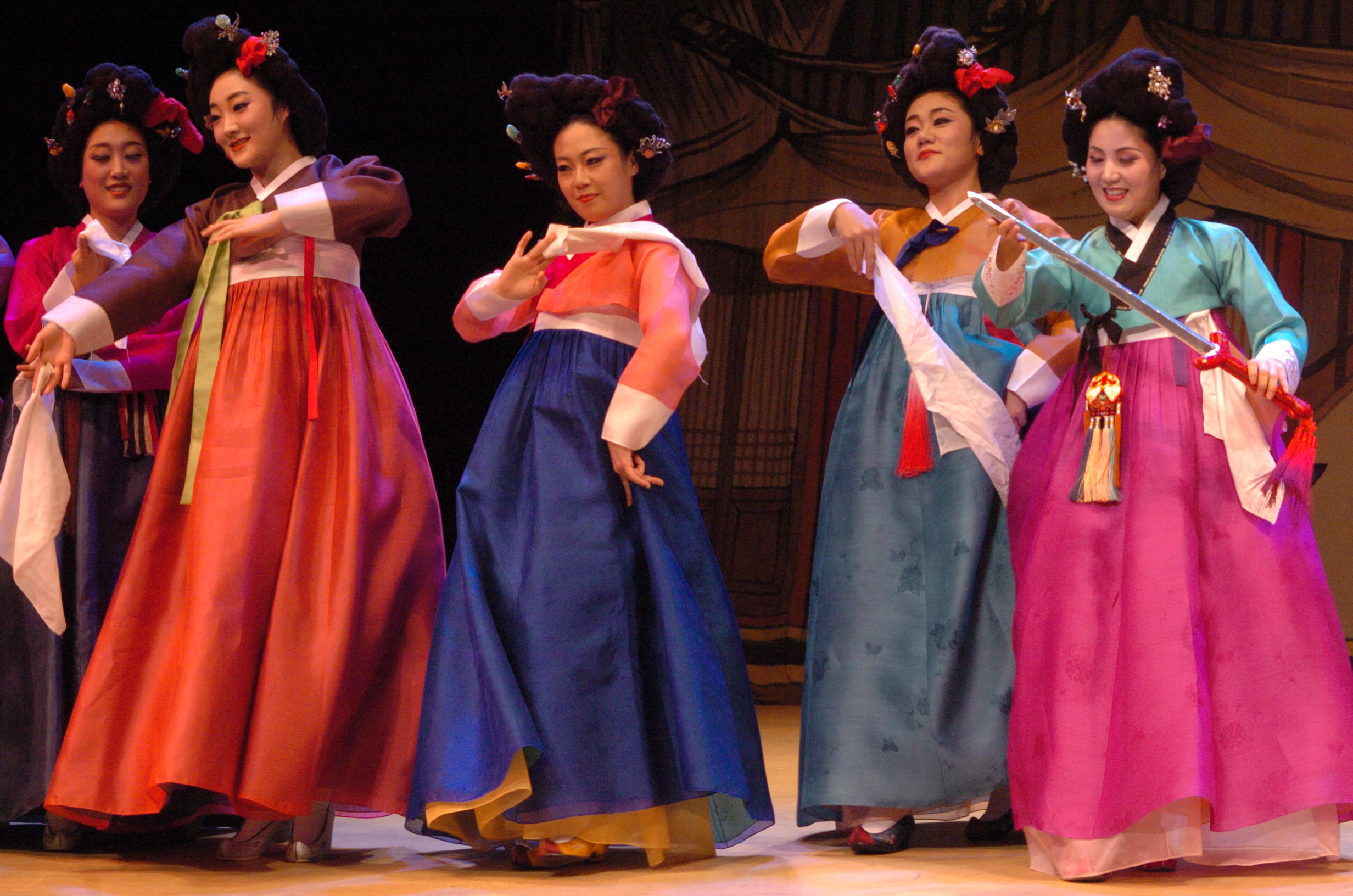

### 畳紙モリ
畳紙モリ（チョプチモリ、첩지머리）は宮殿で女性が礼装する時、チョンモリに畳紙という加髢が付いた装身具を髪の真ん中に乗せた髪型。加髢の使用が禁止されたときに推奨された。

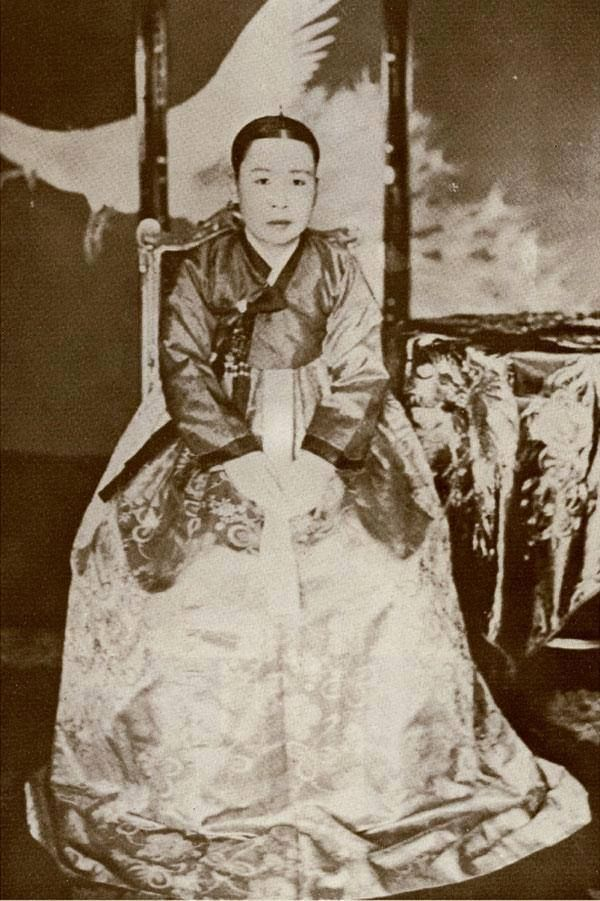
純貞孝皇后
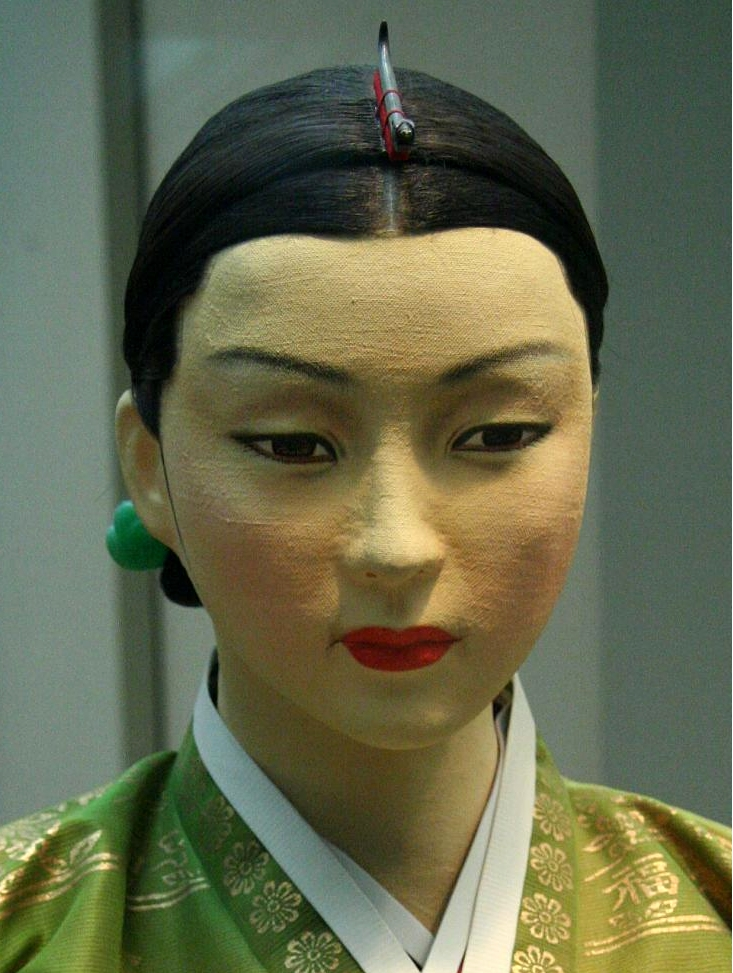
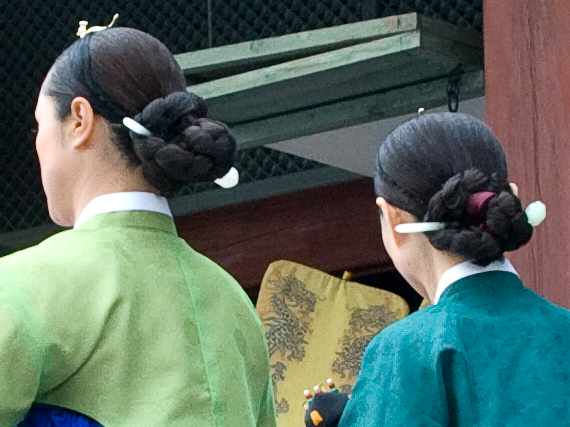
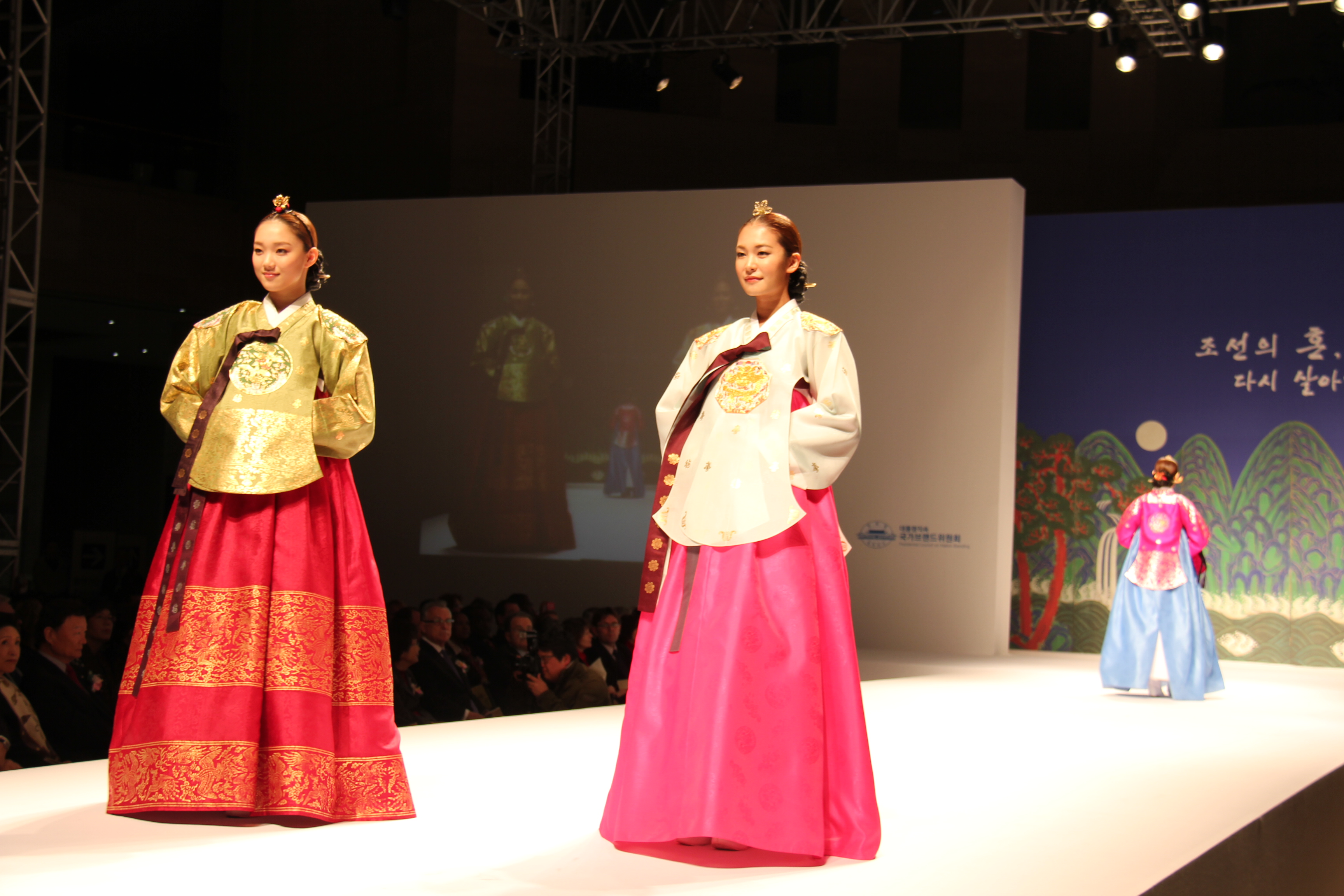
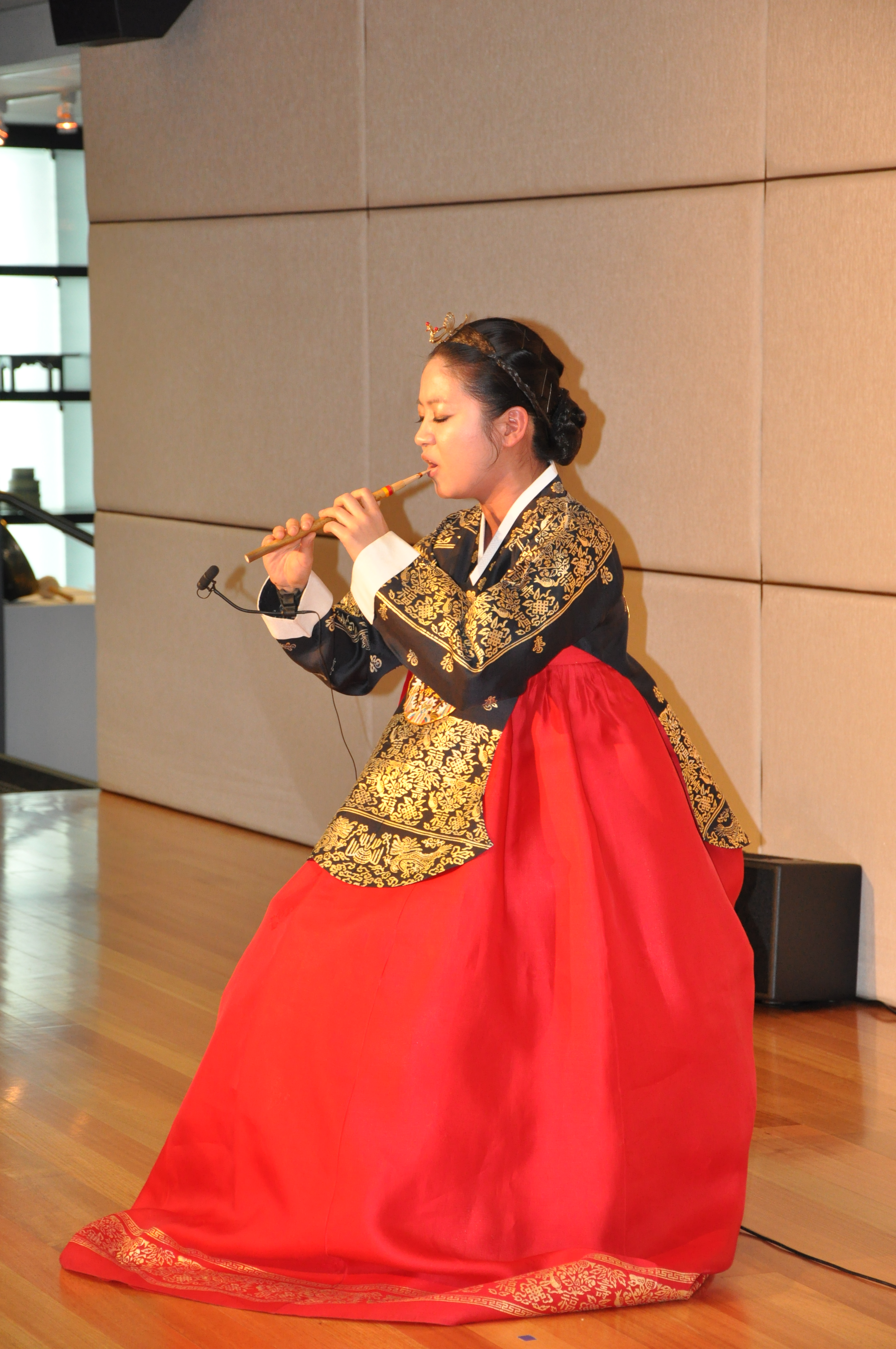

### オヨモリ
オヨモリ（어여머리）は宮殿で女性が礼装する時、チョンモリの髪の真ん中に綿入りの冠を被った後に編んだ加髢を巻いてかんざしを挿した髪型。

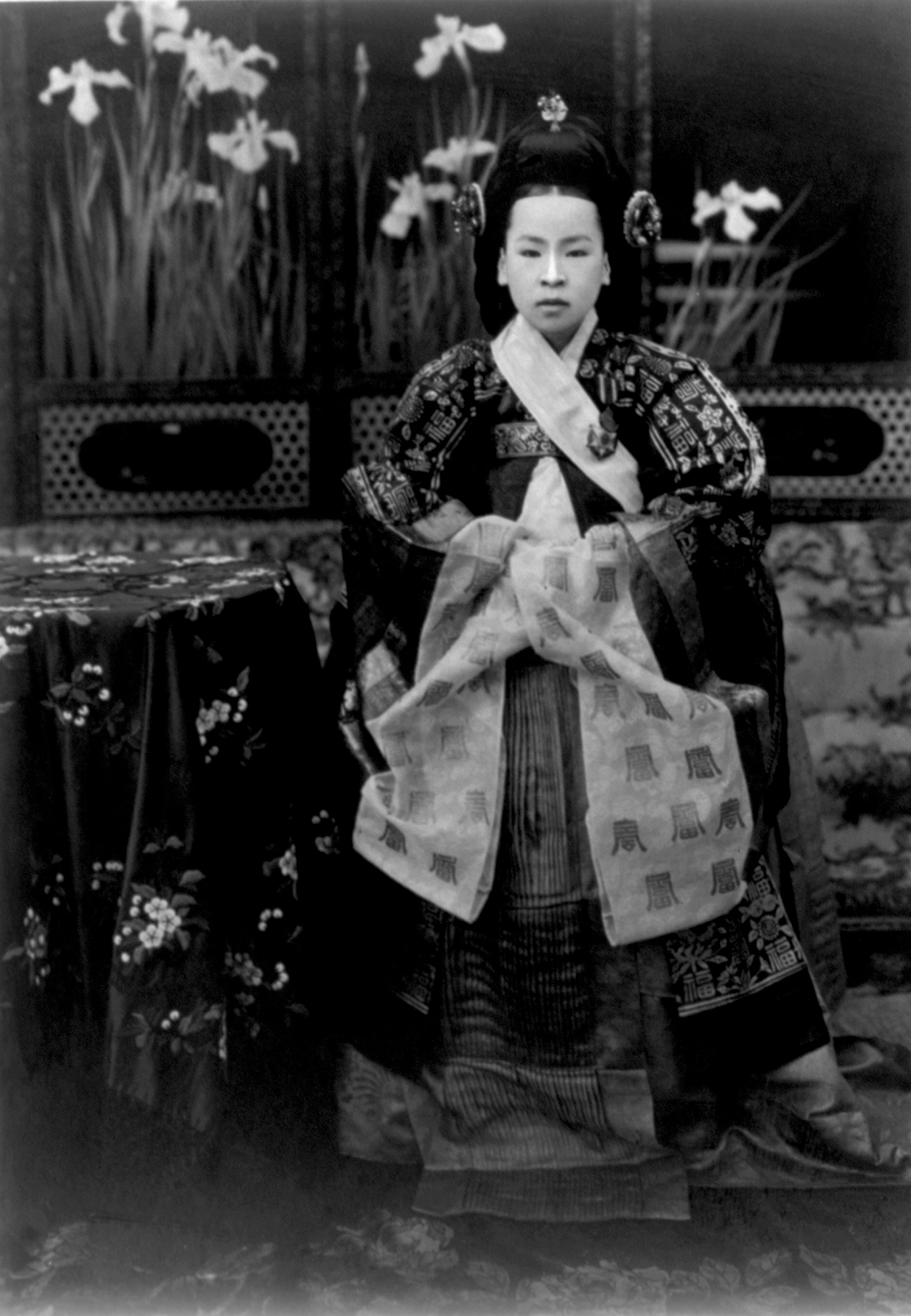
純貞孝皇后
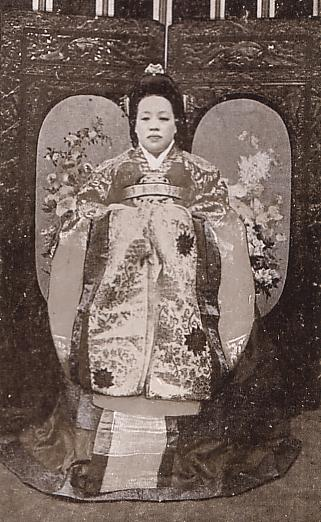
純献皇貴妃
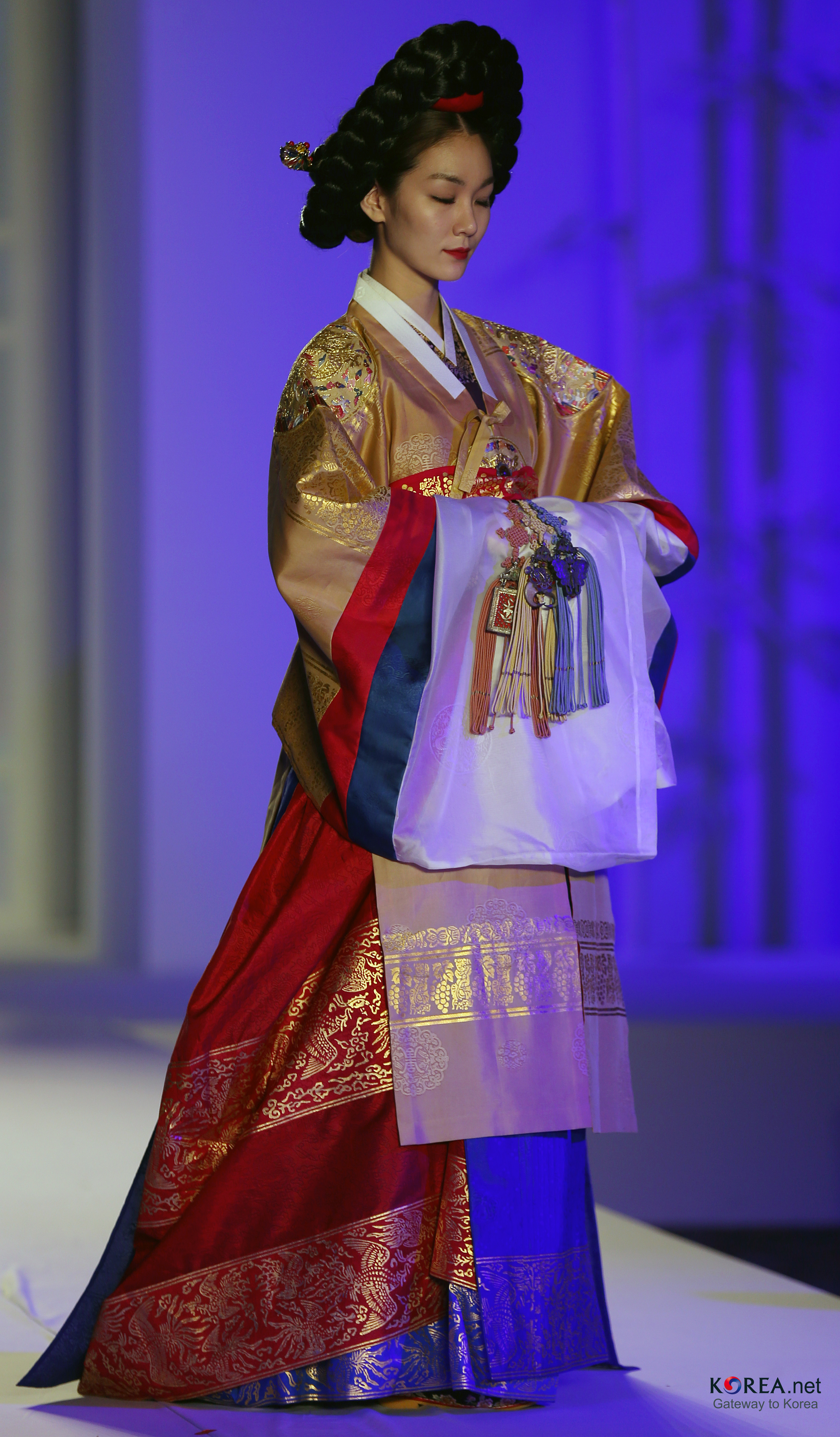
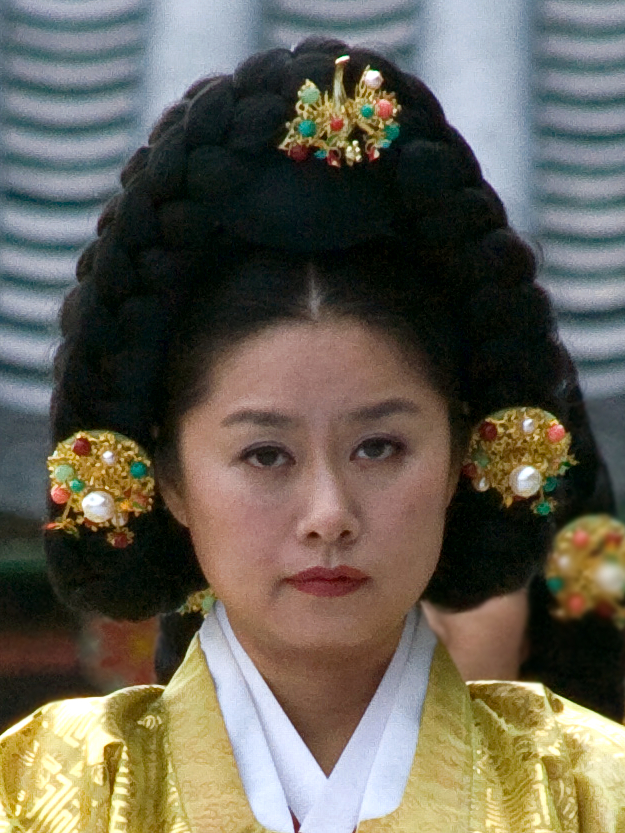
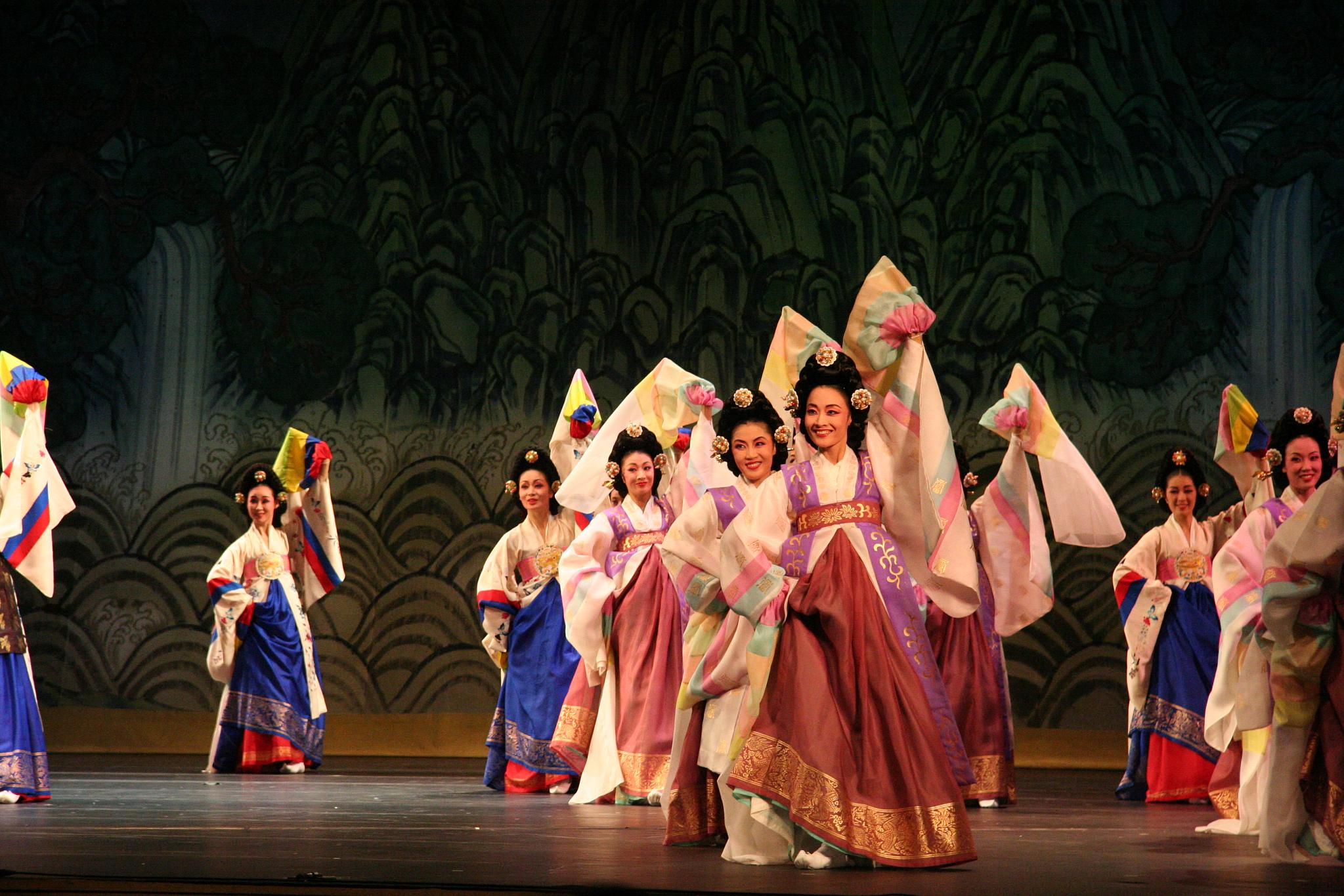
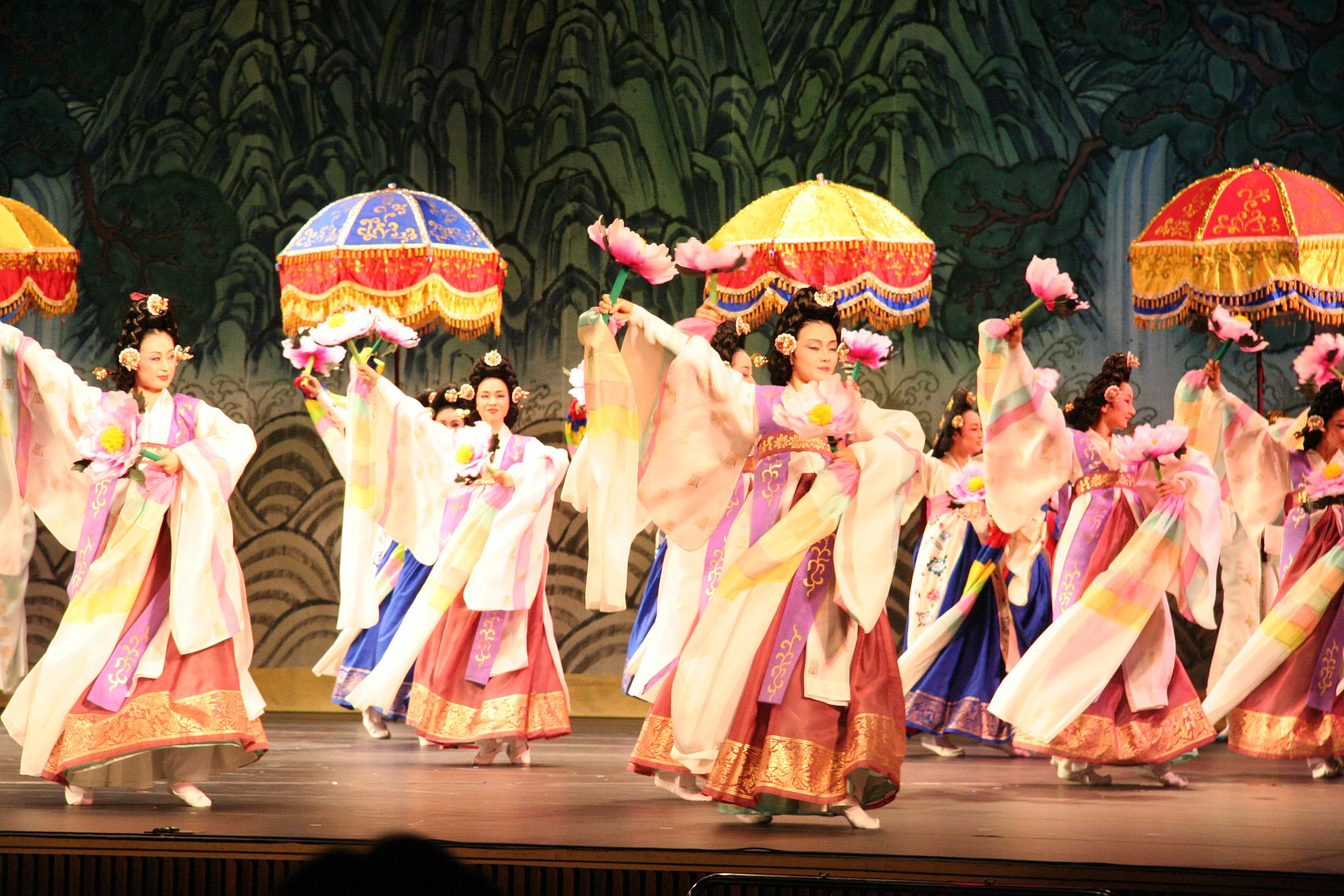

### トグジモリ
トグジモリ（떠구지머리）は宮殿で女性が礼装する時、オヨモリの上にトグジという木材のかんざしをのせた髪型。本来は髪で作られた加髢を使っていたが、加髢の使用が禁止されてからトグジが加髢の代替品として使うようになった。

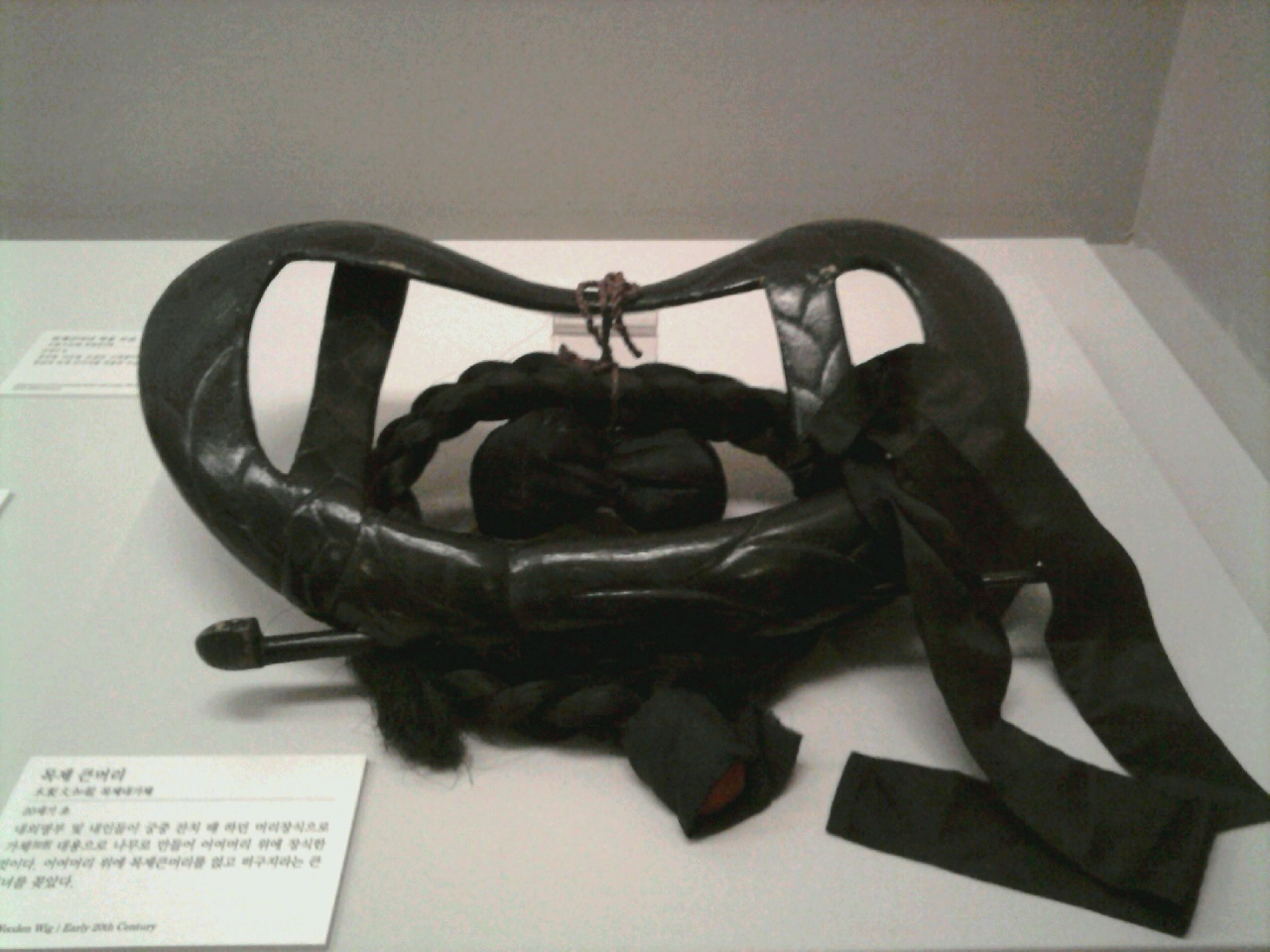
トグジ
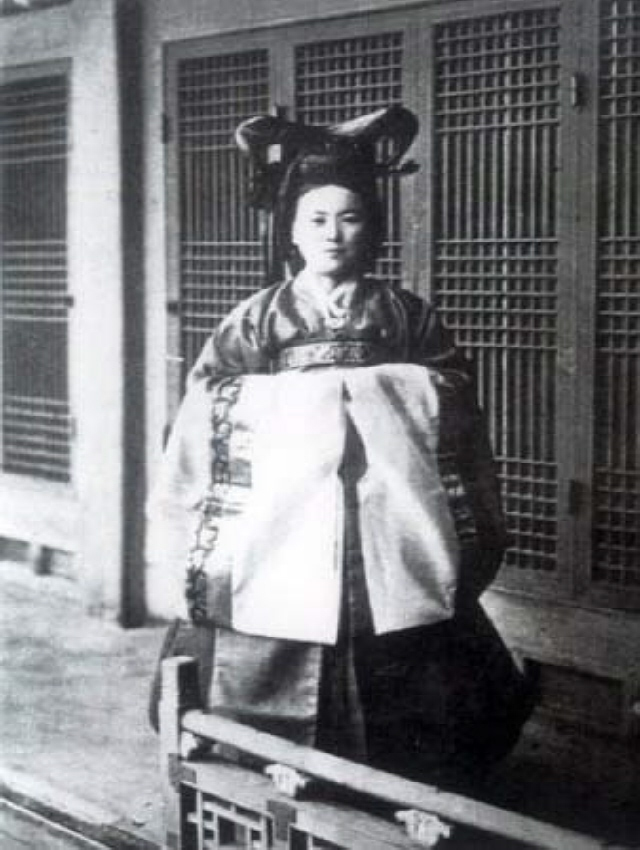
貴人梁氏
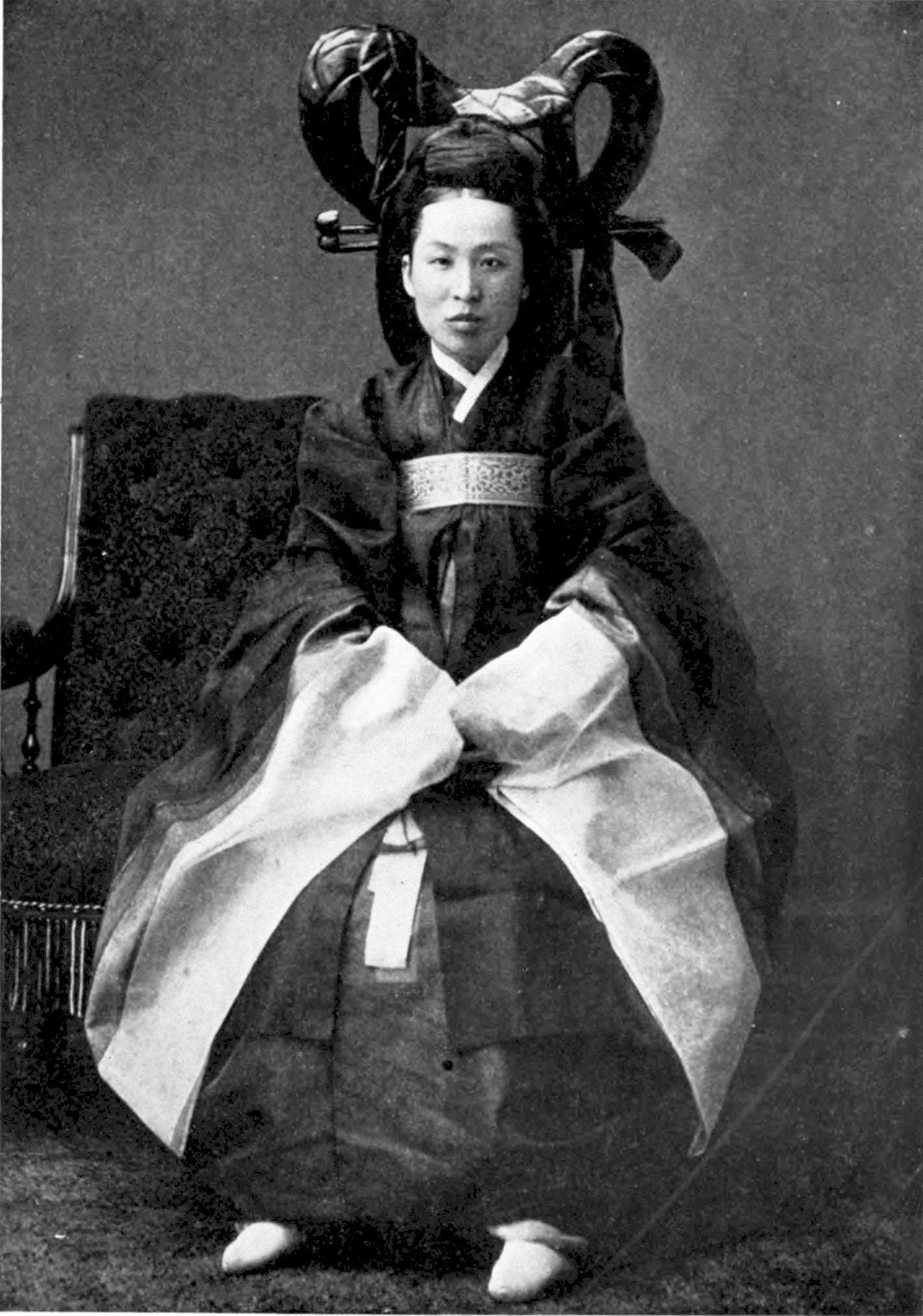
宮人
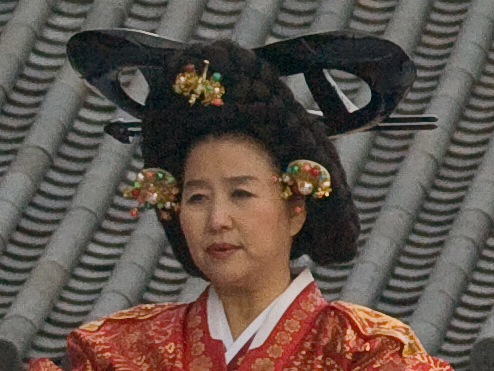
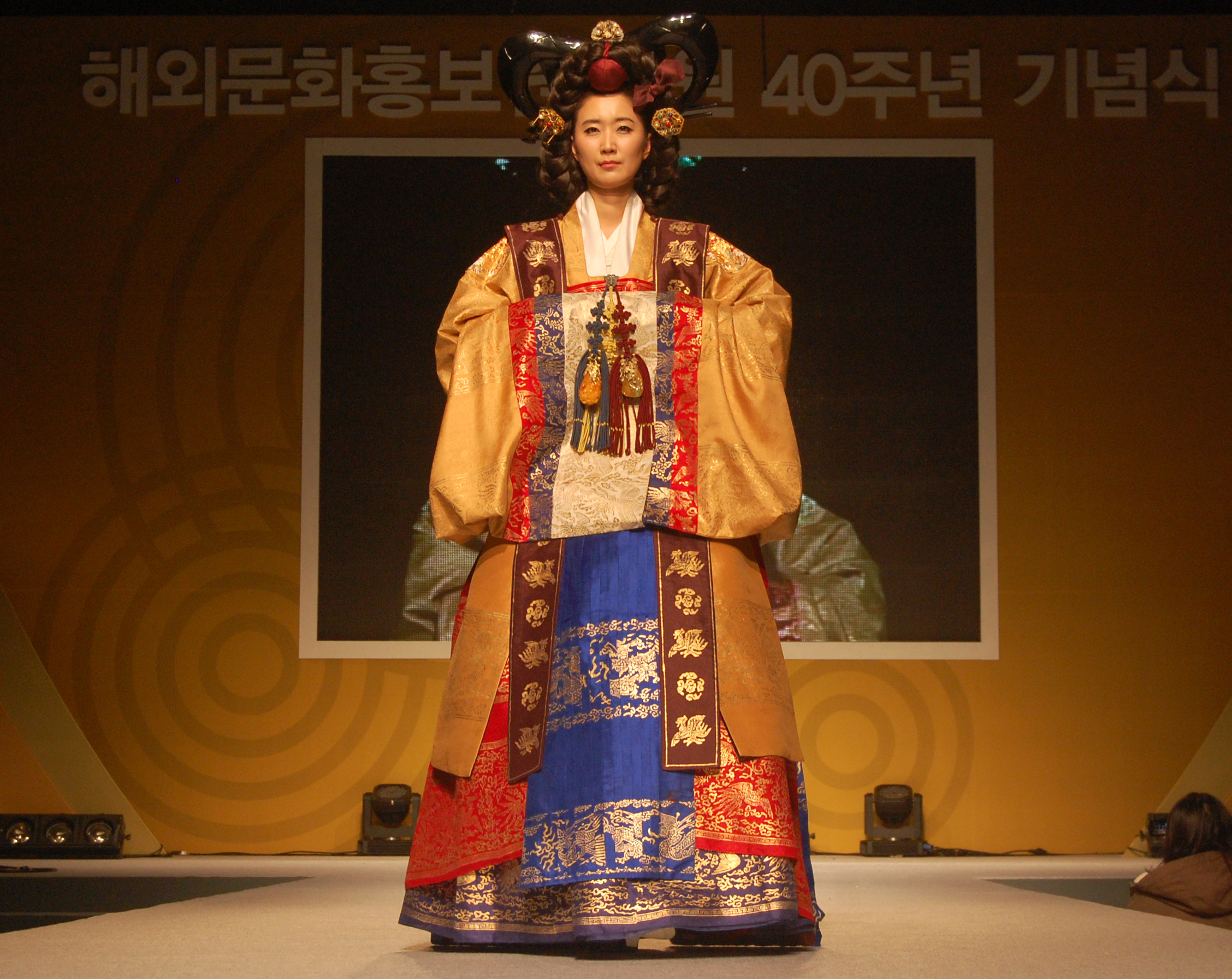
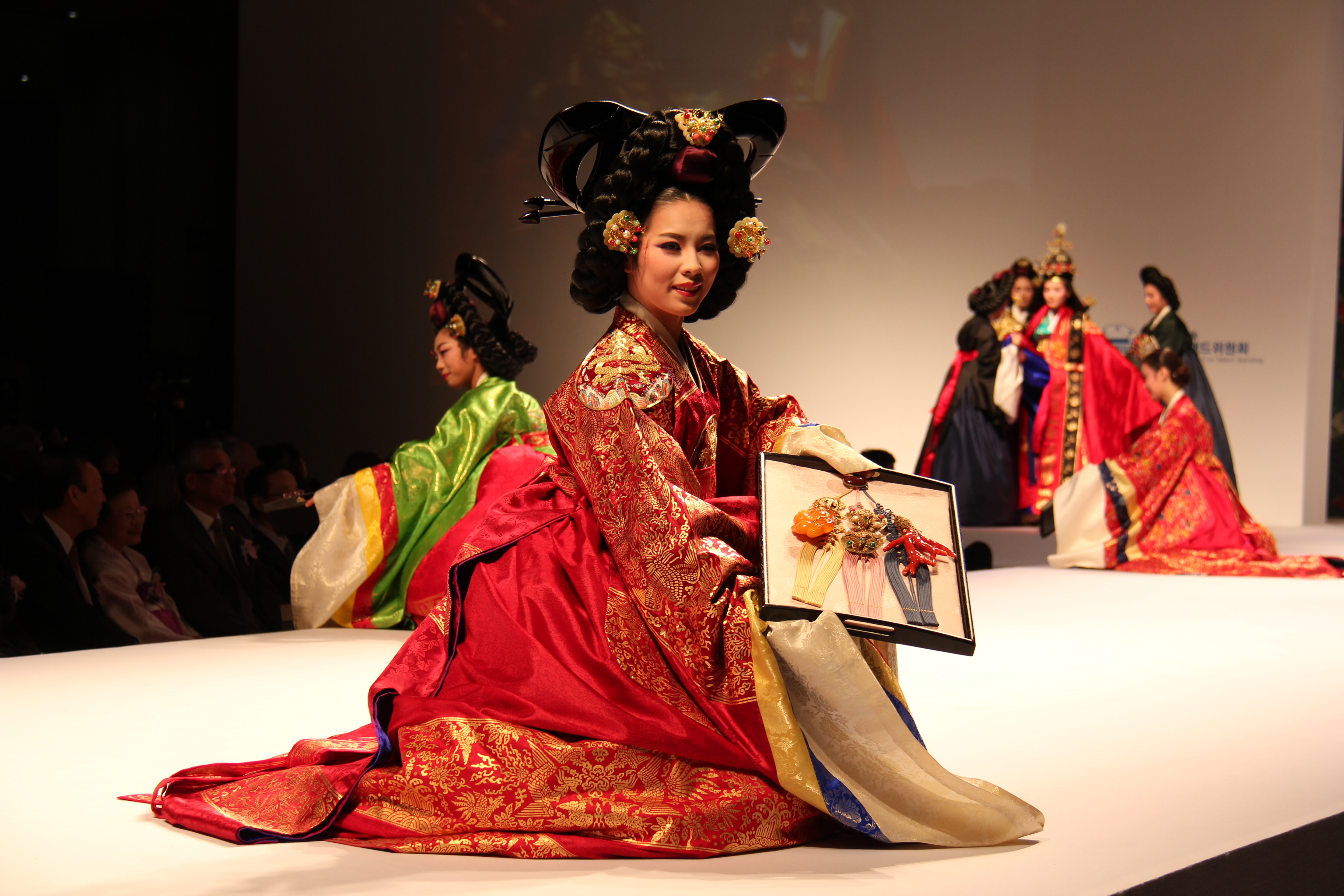
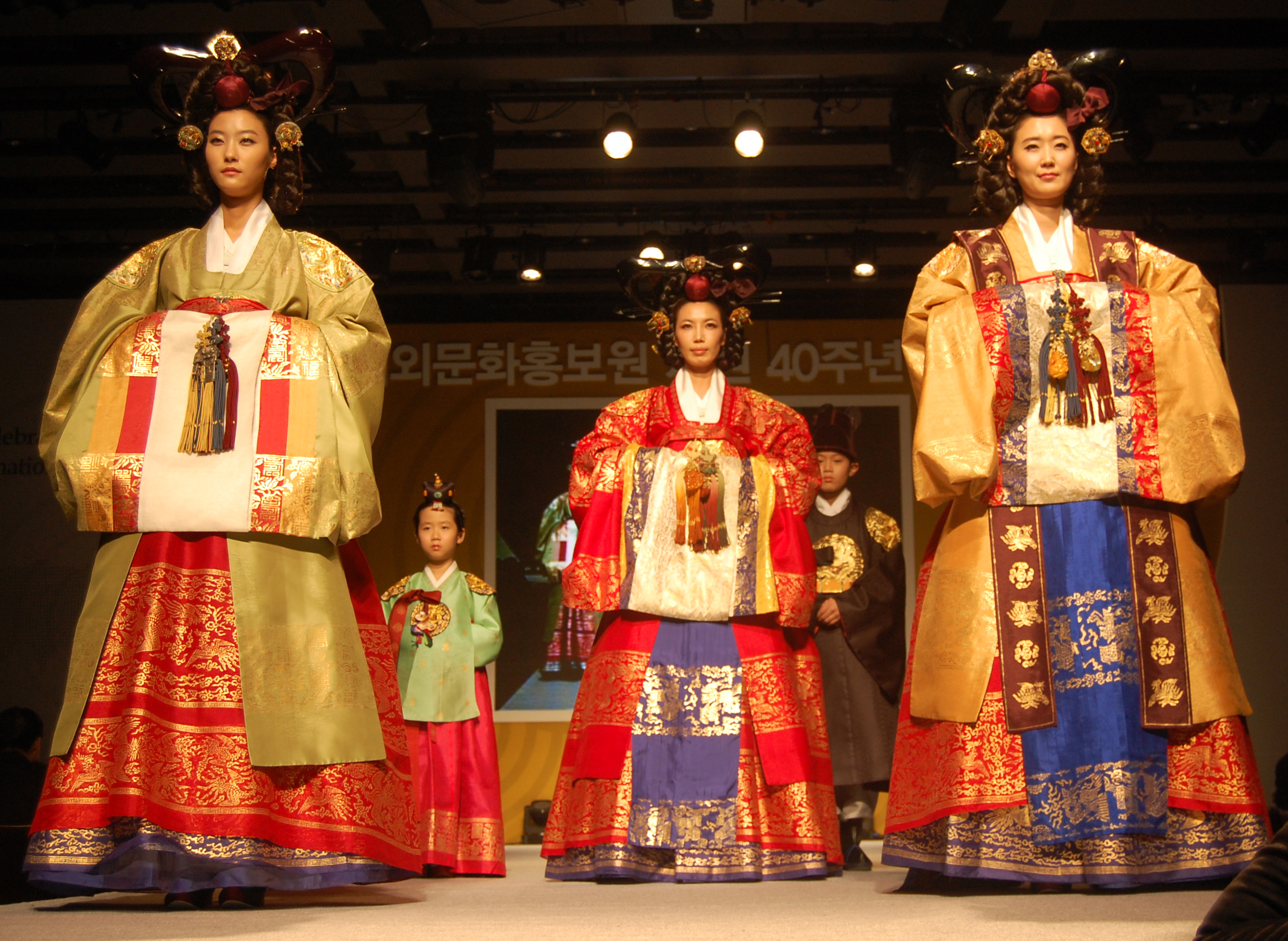
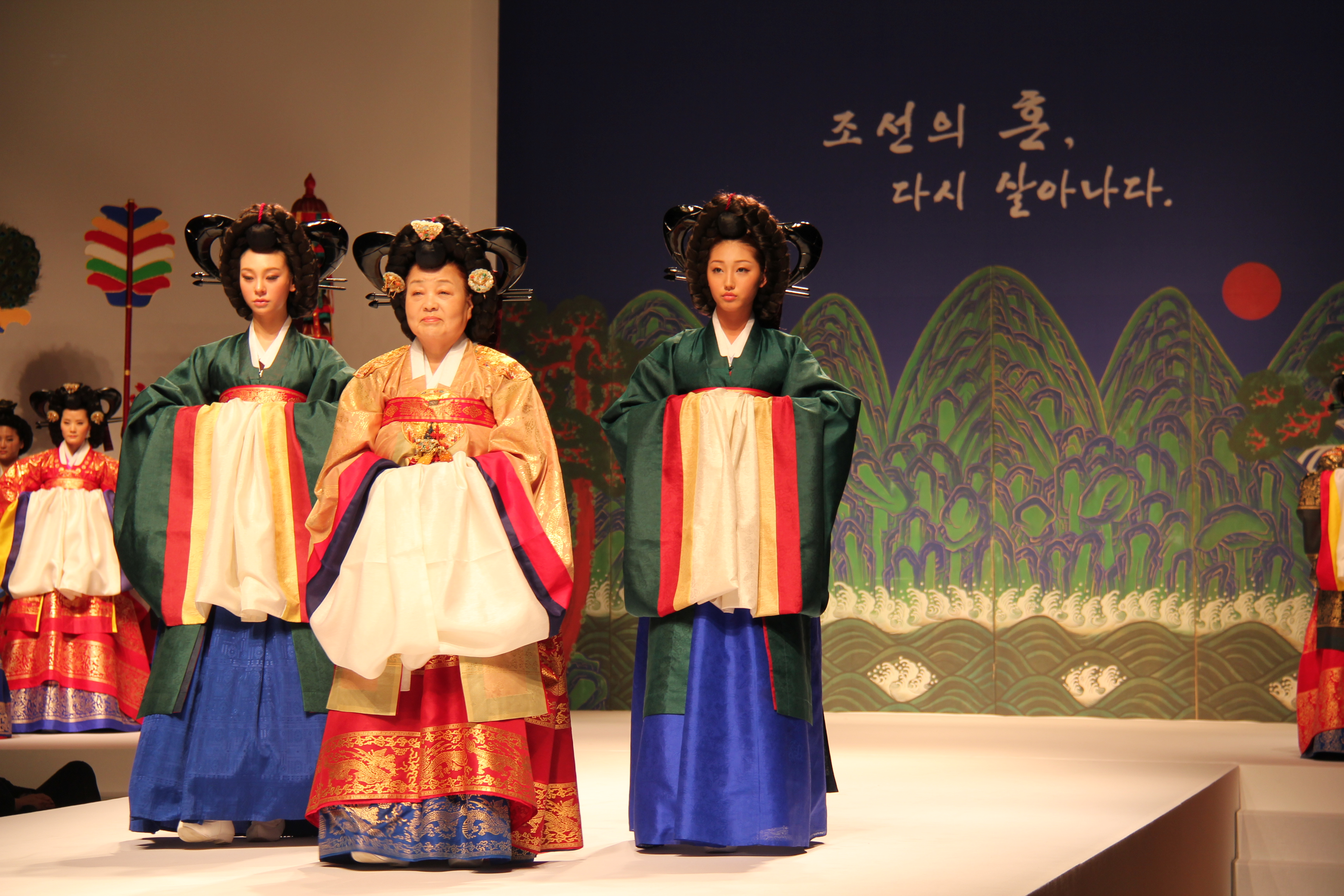
中央の女性は俳優の姜富子
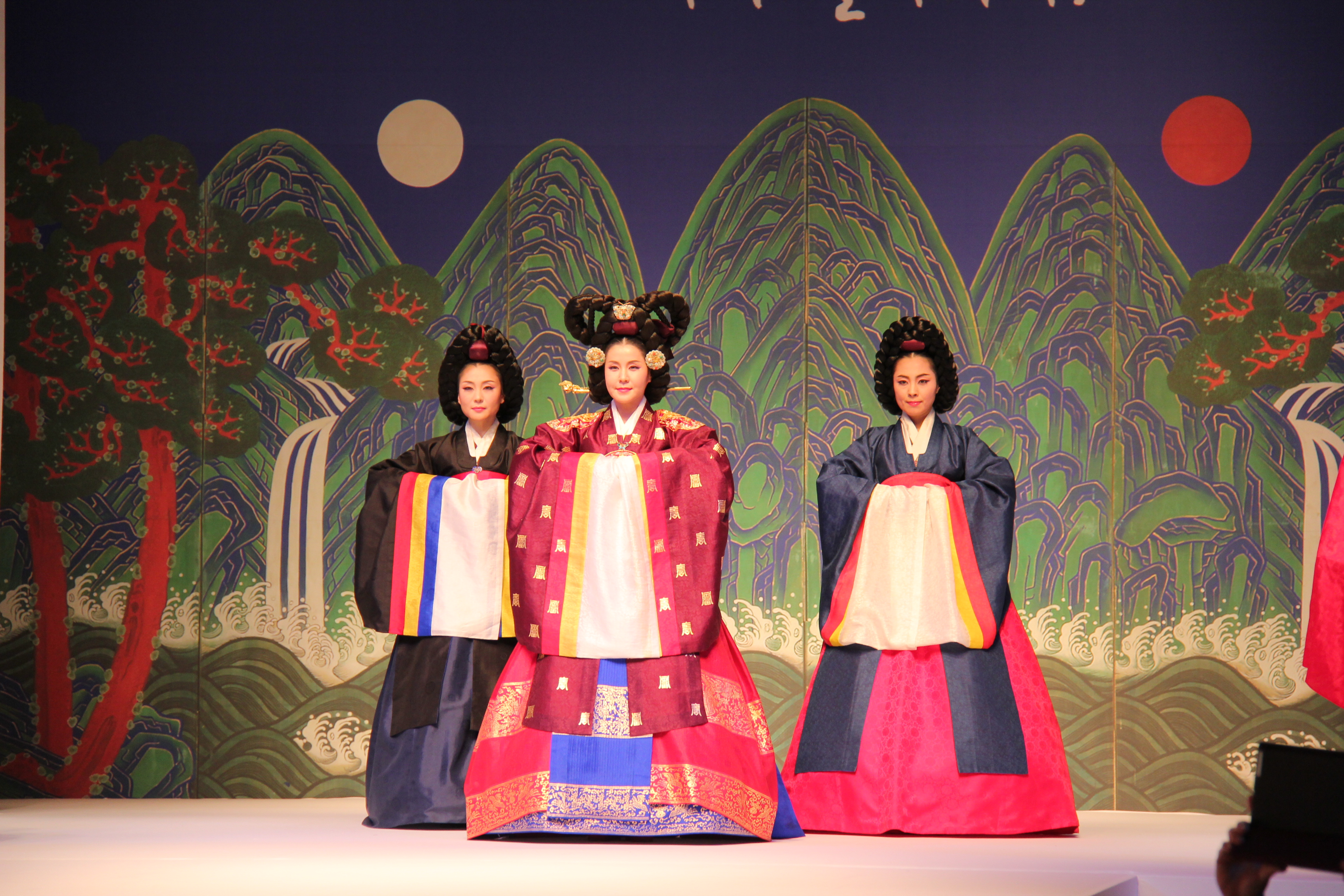
加髢のトグジ

### 大首モリ
大首モリ（テスモリ、대수머리）は宮殿で王妃が礼装する時、チョンモリの上にかつらの冠を被った髪型。翟冠が文禄・慶長の役の時に消失され、髪で作った冠を使うようになった。

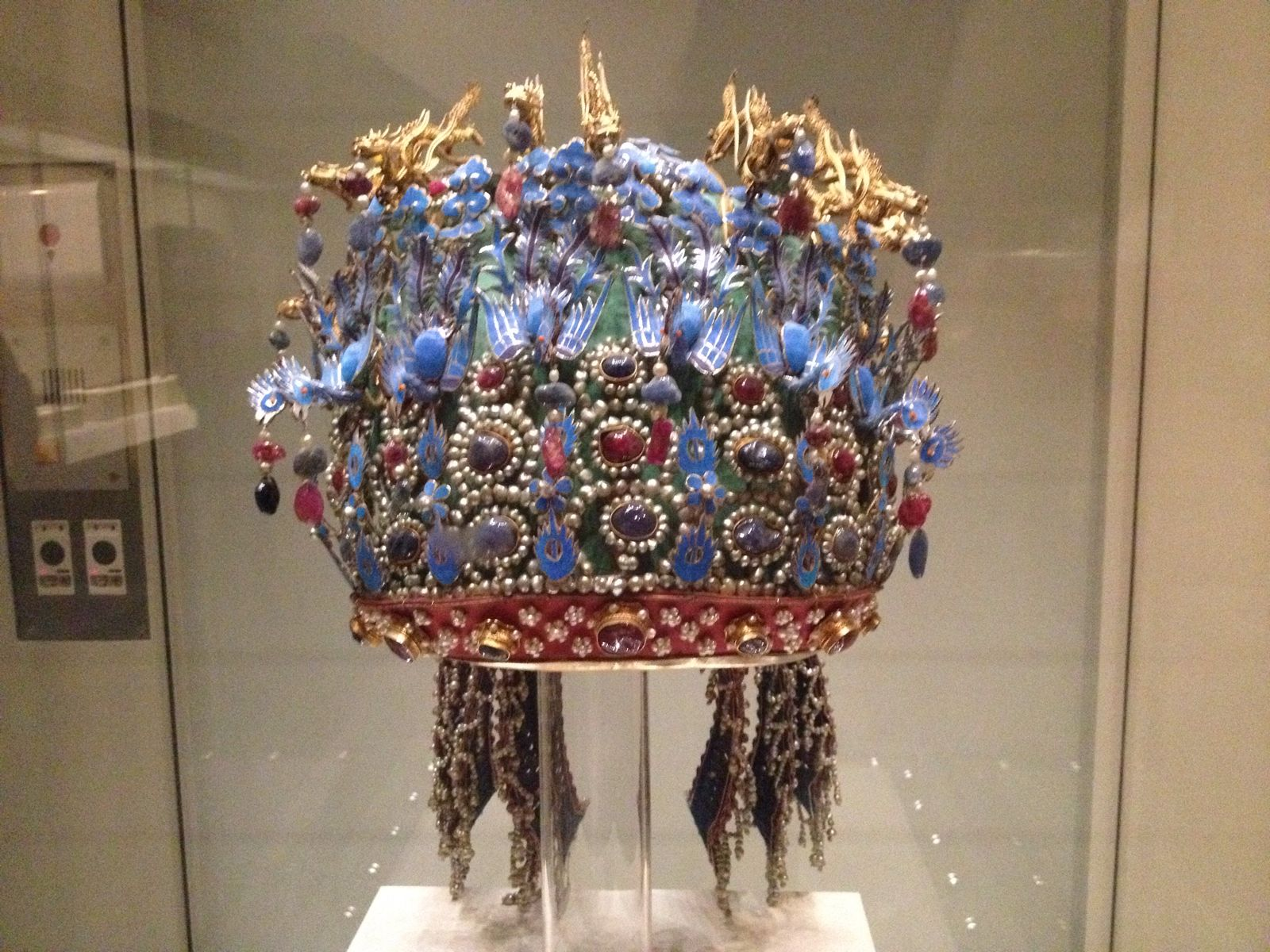
翟冠
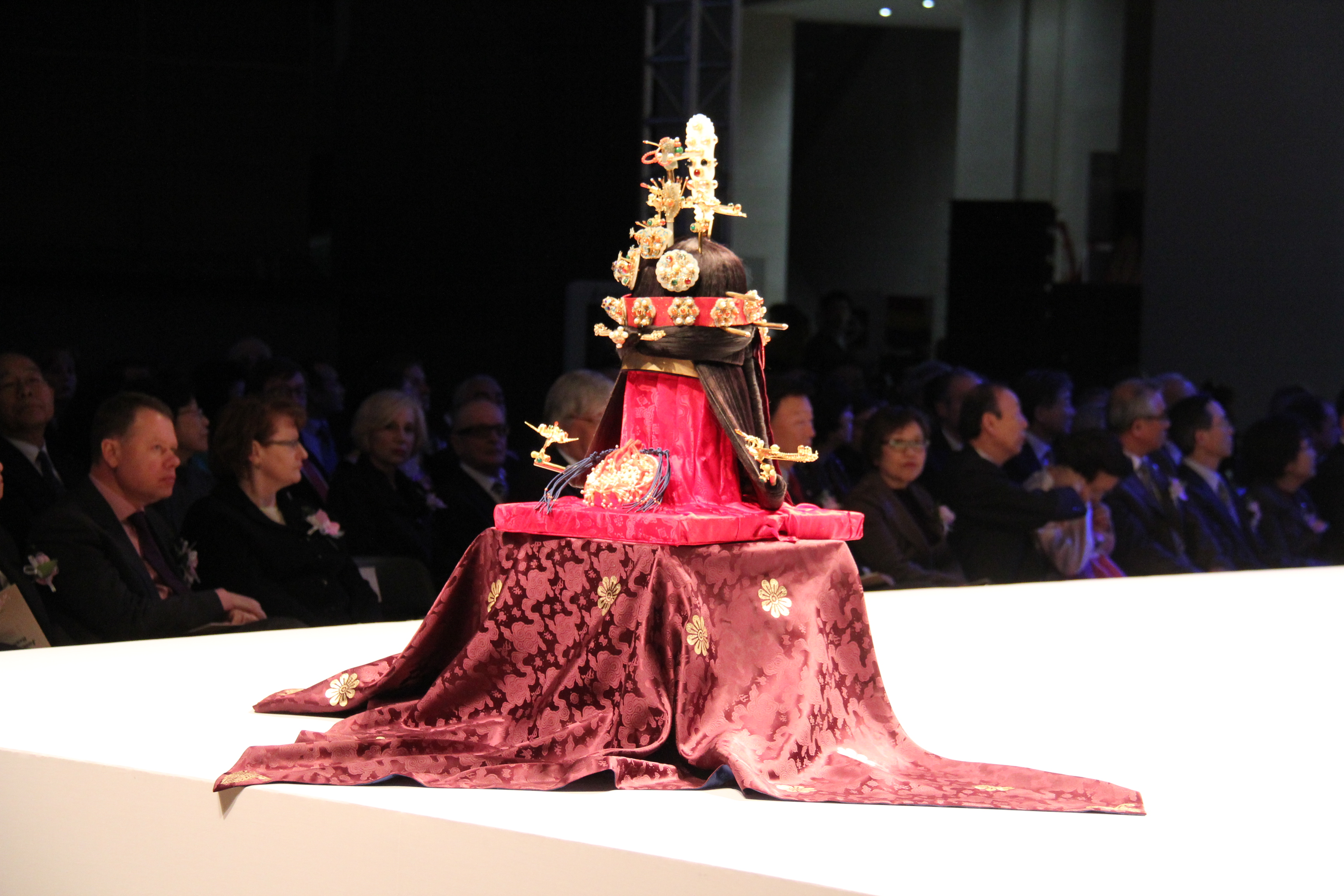
大首
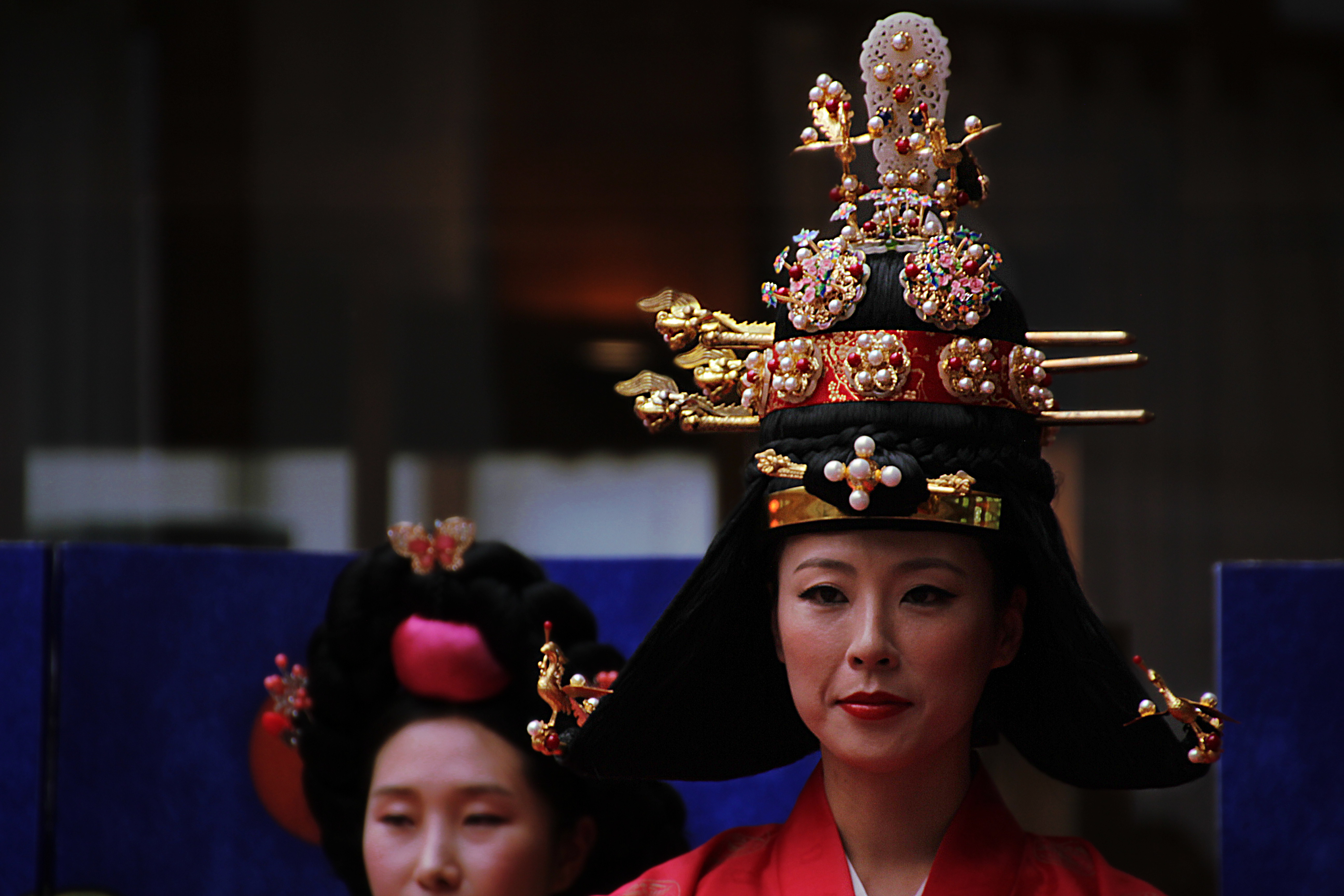
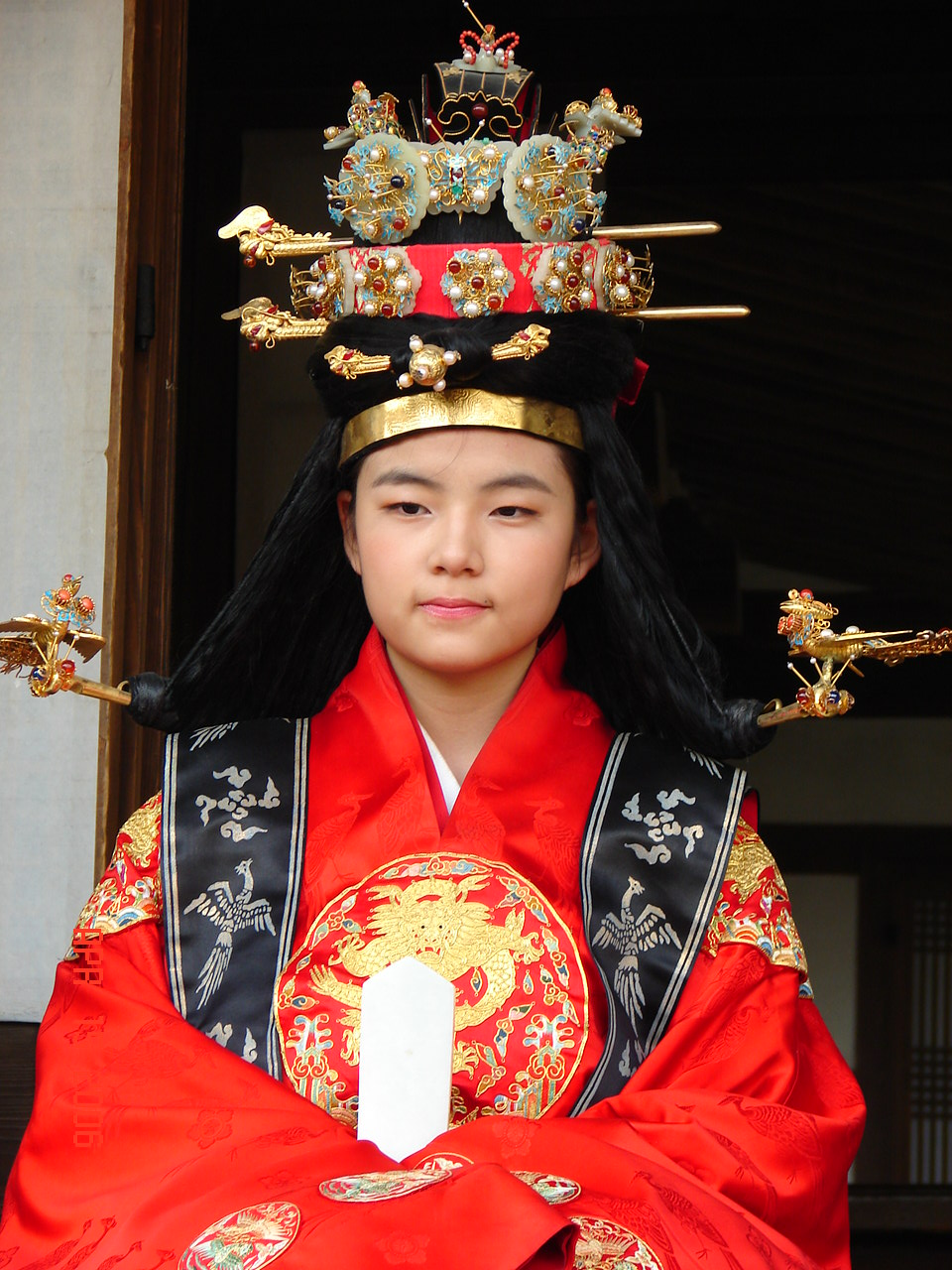